# 러시아
러시아 연방(러시아어: Росси́йская Федера́ция 로시스카야 페데라치야[*], 문화어: 로씨야련방),또는 러시아(러시아어: Росси́я 로시야[*], 문화어: 로씨야)는 동유럽과 북아시아에 걸쳐 있는 연방제 국가이다. 북아시아 전체와 동유럽의 대부분에 11개의 시간대에 걸친 영토가 있다. 동쪽은 태평양과 미국의 알래스카주, 서쪽은 노르웨이, 핀란드, 에스토니아, 라트비아, 리투아니아, 폴란드, 벨라루스와, 남쪽은 우크라이나, 조지아, 아제르바이잔, 카자흐스탄, 중화인민공화국, 몽골, 조선민주주의인민공화국과, 북쪽은 북극해와 접해 있으며 오호츠크해와 베링 해협, 알래스카주에서 미국, 일본과 해상 국경을 유지하고 있다.러시아의 국가 면적은 17,098,246 km2으로 세계에서 면적이 가장 큰 국가이다.
현대 러시아 영토에서의 인류 정착은 구석기 하부 시대로 거슬러 올라간다. 동슬라브족은 3세기에서 8세기 사이 유럽에서 하나의 인식된 집단으로 나타났다. 최초의 동슬라브 국가인 키예프 루스는 9세기에 등장했고, 988년에는 동로마 제국으로부터 정교회를 받아들였다. 키예프 루스는 결국 분열되었고, 모스크바 대공국이 러시아 지역의 통합을 주도하면서 1547년 러시아 차르국이 탄생했다. 18세기 초까지 러시아는 정복과 병합, 탐험가들의 활동을 통해 대규모로 팽창했고, 러시아 제국으로 발전해 역사상 세 번째로 큰 제국이 되었다.
그러나 1917년 러시아 혁명으로 군주제가 폐지되었고, 세계 최초의 헌법상 사회주의 국가인 러시아 소비에트 연방 사회주의 공화국(RSFSR)으로 대체되었다. 이후 러시아 내전을 거쳐 러시아 소비에트 연방 사회주의 공화국은 세 개의 다른 소비에트 공화국과 함께 소련을 창설했고, 그 중 가장 크고 중심적인 구성국이 되었다. 1930년대 소비에트 연방은 급속한 산업화를 추진했으며, 이 과정에서 수백만 명이 스탈린 치하에서 희생되었다. 제2차 세계 대전에서는 동부 전선에서 대규모 작전을 주도하며 연합국 측에서 결정적인 역할을 했다.
냉전이 시작되면서 소비에트 연방은 미국과 이념적 우위와 국제적 영향력을 두고 경쟁했다. 20세기 소비에트 시대에는 인류 최초의 인공위성과 최초의 유인 우주 비행 등 러시아의 눈부신 과학 기술 성과도 이어졌다. 1991년 소련이 해체되면서 러시아 소비에트 사회주의 공화국은 러시아 연방으로 독립하였고, 새로운 헌법을 통해 연방 반대통령제 체제를 수립했다. 21세기 들어 러시아의 정치 체제는 블라디미르 푸틴이 장기적으로 지배하고 있으며, 이 시기에 러시아는 민주주의가 크게 후퇴하고 권위주의 독재 체제로 변화했다. 러시아는 조지아와의 2008년 전쟁, 2014년부터 시작된 우크라이나 전쟁 등 여러 구소련 국가와 다른 지역에서 군사 개입을 이어왔다.
러시아는 일반적으로 강대국이자 지역 강국으로 간주되며, 세계 최대 규모의 핵무기를 보유하고 있고 군사 지출 규모는 세계 3위에 해당한다. 고소득 국가로서 명목 GDP 기준 세계 11위, 구매력 기준(PPP)으로는 4위의 경제 규모를 가지고 있다. 이는 세계 2위 수준의 석유 및 천연가스 생산량을 포함한 방대한 광물과 에너지 자원에 기반하고 있다. 반면, 러시아는 국제적으로 민주주의, 인권, 언론 자유 등의 지표에서 매우 낮은 평가를 받고 있으며, 부패 인식 수준도 매우 높다.
러시아는 유엔 안전보장이사회 상임이사국이고, G20, 상하이 협력 기구(SCO), 브릭스(BRICS), 아시아태평양경제협력체(APEC), 유럽안보협력기구(OSCE), 세계무역기구(WTO)의 회원국이다. 또한 독립국가연합(CIS), 집단안보조약기구(CSTO), 유라시아 경제 연합(EAEU) 등 포스트 소비에트 연합체의 중심 국가로 활동하고 있다. 러시아에는 유네스코 세계문화유산으로 지정된 유산이 32곳 있다.

## 역사

### 고대
기본적으로는 동슬라브인 문화를 바탕으로 하는 역사이다. 하지만 동유럽의 원주민들인 동슬라브인들 즉 러시아인, 벨라루스인, 우크라이나인들은 고대부터 중앙아시아에서 온 튀르크 민족들에 정복당해 튀르크 문화에 많은 영향을 받은 것도 사실이다. 동유럽의 동슬라브 원주민들은 5세기부터 아바르 칸국의 동유럽 정벌에 의해 튀르크의 지배하에 있었고 그 후에는 러시아인, 벨라루스인 그리고 우크라이나인들이 아바르 칸국에 정복되었다. 동슬라브인들에 막대한 영향을 준 하자르 칸국에 정복되어 있었고 루스인들의 초기 국가인 루스 카간국이 건국된다. 러시아인, 벨라루스인, 우크라이나인과 서남 슬라브 민족들은 중앙아시아의 동유럽 정복을 받아들이고 그 휘하에서 활동하였다. 5세기부터 10세기까지 이르는 중앙아시아 튀르크 민족의 동슬라브족 지배에 의한 튀르크화의 영향력으로 동슬라브족 문화는 서유럽 문화와는 조금은 이질적인 존재로 취급됐었다. 서유럽에서 프랑크 왕국 등 게르만족의 왕국이 형성되었을 무렵에, 북서쪽 스칸디나비아 반도에서 북게르만족 계열의 루스인들이 활동하기 시작했다. 해적·침략 행위 뿐만 아니라 발트 해·북해의 교역에 종사한 루스인은 발달된 항해술로 강을 타고 흑해로 들어가서 남쪽의 경제적으로 번영한 동로마 제국과 교역에도 나섰고, 또 이슬람 제국의 교역도 활발히 행해지고 있었기 때문에, 이러한 두 개의 교역 루트를 통해 동슬라브족 사람들은 루스인과 튀르크인의 영향을 받아 루스인들의 카간국인 루스 카간국을 형성했다. 이 루스 카간국의 루스인들은 이후 러시아인, 벨라루스인, 우크라이나인들의 원형이 된다.

### 중세
러시아, 벨라루스, 우크라이나의 원형인 키예프 루스는 862년에 류리크 왕조의 시조이자 루스 카간국의 마지막 카간인 류리크가 교역도시 노브고로드의 공작이 되어 키예프 루스의 왕조인 류리크 왕조를 개창한 이후 882년 노브고로드의 2대 공작인 올레그 베시가 키예프를 점령한 후 키예프를 중심으로 형성되었는데, 이 국가는 류리크가 속하는 부족 루스인의 이름을 따서 루스로 불리게 되고, 후에 러시아, 우크라이나, 벨라루스의 기원이 된다. 현재 러시아 영토는 루스인들의 초기 국가인 키예프 루스의 북동부 지방이었다. 이 중세 국가의 수도는 키예프였다. 키예프 루스와 류리크 왕조는 스칸디나비아에서 온 루스인들이 세웠으며 슬라브족을 지배한 키예프 공국은 동로마로부터도 슬라브의 오랑캐화와 전제군주 개념을 도입하기도 했다. 그래서 많은 슬라브인들이 Kholop으로 불리며 1861년까지 고통을 받았다. 모스코바에선 슬라브 농민의 75% 정도가 이러한 처지에 놓여 있었다고 한다. 슬라브 노예는 러시아 지배층의 핵심 산업이었고 따라서 스페인의 후우마이야 왕조의 노예 대부분은 키예프 공국에서 중부 유럽의 유대인 상인들을 통해 수출된 슬라브족 노예였다. 이 슬라브 노예들은 아랍인들이 군대를 기피함에 따라 알 만수르의 군제 개혁 이후 사칼리바(صقالبة)로 불리며 후우마이야 왕조 군대에서 중요한 위치를 차지하기도 했다. 키예프 루스는 9세기에 비잔티움 제국으로부터 동방 정교회와 비잔틴 문화를 수용하였고 10세기와 11세기에는 유럽에서 가장 강력한 국가 중 하나가 되어 후의 러시아, 벨라루스, 우크라이나 3국의 국가 정체성 형성의 바탕이 되었다. 키예프 루스는 13세기 류리크 왕조의 분할 상속으로 인한 내부 분열과 몽골의 침략으로 멸망하였다. 키예프 루스가 멸망한 이후에는 스몰렌스크 대공국, 블라디미르 대공국, 랴잔 대공국, 트베리 대공국 등의 군소 루스 공국들이 키예프 루스의 명맥을 이어받게 되었으며, 동시에 타타르의 멍에에 시달리게 되었다.

### 근대

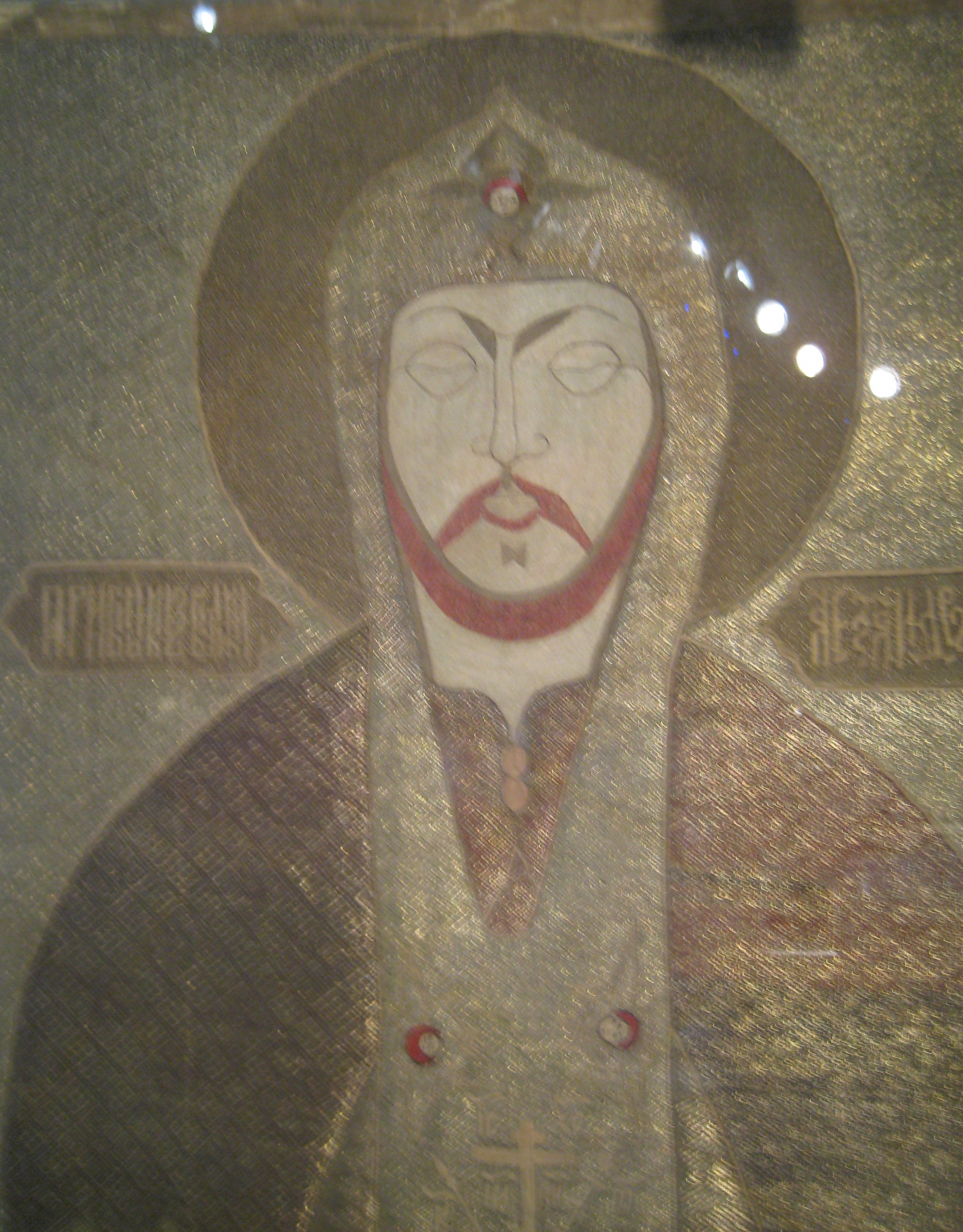
알렉산더 네프스키의 가장 오래된 이미지, 아르한겔스크 지역의 그의 사후 수의

류리크 왕조 출신의 다닐 알렉산드로비치가 건국한 루스 공국인 모스크바 대공국(1283년~1547년)은 몽골 지배 하에서 루스인들이 칸에 납부하는 세금을 정리하는 역할을 맡았고, 나중에 점차 실력을 길러서 15세기에 킵차크 칸국의 지배를 실질적으로 벗어나 루스의 통일을 추진했다. 모스크바 대공국은 이반 3세(재위 1462년~1505년) 때 동로마 제국의 후계자를 자처하며 차르를 자칭하기 시작해 이반 4세부터는 모스크바 대공 대신 차르를 공식 칭호로 사용하면서 러시아 차르국으로 불리게 되었다. 차르는 귀족들에게 충성을 대가로 슬라브족과 토지를 부여하면서 농민들의 자유를 금지시켰다. 그러나 이는 자유농민집단인 코사크를 등장시켰으며 이 조치 때문에 러시아는 200년 동안 슬라브족의 침략과 반격에 시달리게 된다. 17세기 초에는 로마노프 왕조의 러시아 제국(1613년~1917년)으로 발전하였다. 러시아 제국은 표트르 1세(재위 1682년~1725년) 때 국가 체제를 정비하고, 근대 사회로 나아가기 위해 슬라브족에 대한 차별을 철폐하려고 했었다. 그러나 게르만 귀족들의 반발과 음모로 그런 개혁은 유명무실화되었고 독일 출신 예카테리나 2세가 등장하였다. 그녀는 게르만 귀족들에게 봉건적 지방자치와 슬라브족에 대한 특권을 부여했으며 농노제를 확대했다. 그래서 푸가초프의 반란이 슬라브족의 광범위한 호응을 얻었지만 결국 진압되었다. 나폴레옹 전쟁 이전까지 러시아의 이민족 출신 귀족들은 러시아어를 할 줄 몰랐으며 따라서 그들이 남긴 기록은 외국어가 많았다. 근대에 들어서는 프랑스어가 인기를 얻어 귀족들은 자녀들에게 러시아어 습득을 막고 대신 프랑스어를 익히도록 했었다. 그러나 나폴레옹 전쟁 이후 점점 민중을 무시할 수 없게 되었고 슬라브 민족주의로 인하여 점차 러시아어를 습득하게 된다. 17세기에는 시베리아를 19세기엔 남캅카스를 합병하여 유럽·아시아에 걸친 광대한 영토를 갖는 대제국이 되어 유럽 열강의 일원이 되었다. 또, 해외 진출을 위해 필요한 부동항을 얻기 위해서 남하정책을 추진하여 오스만 제국 등 주변국들과 전쟁을 일으켰고, 영국과의 팽팽한 대립이 더 심해졌다. 극동에서는 1858년 아이훈 조약 체결해서 아무르강 북쪽 땅 1860년 베이징 조약 체결해서 우수리강 동쪽 연해주까지 청으로부터 획득하면서 부동항이 생겼으며 블라디보스토크를 세우고, 시베리아 철도를 건설했다.

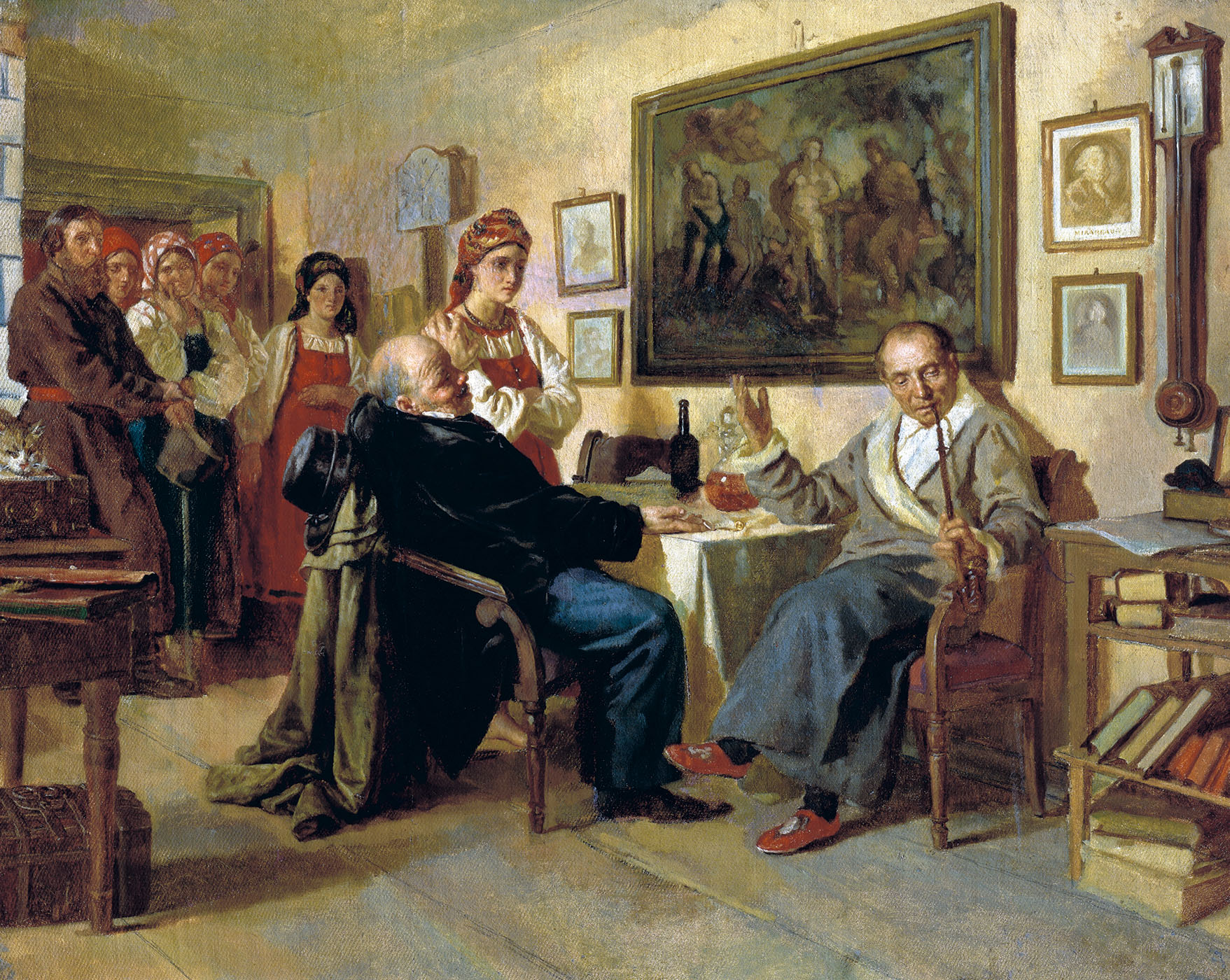
니콜라이 네브레프의 그림 "판매"(1866)는 한 귀족에게서 다른 귀족에게 문맹인 러시아 농노 소녀가 판매되는 모습을 묘사하고 있습니다.

16세기에 농노제가 도입된 이후부터 1861년에 농노제가 폐지될 때까지 대다수의 러시아인(80%)은 귀족 계층 중 문명화되지 않은 문맹 노예였습니다. 1867년에 러시아는 알래스카매매 해서 미국이 720만 달러에 구입했다. 일본과의 전쟁(러일 전쟁, 1904년~1905년)패배해서 북위 50도 이남 사할린섬을 빼앗겼다. 크림전쟁에서 패배한 이후 러시아는 개혁의 필요성을 절감하였으나 귀족들의 봉건성을 타파할 수는 없었다. 농노제는 유상으로 폐지되어 슬라브인들은 귀족들에게 자유를 위한 대금을 납부해야 했으며 부역 등 봉건적 의무도 존속되었다. 러시아의 슬라브 지식인들은 게르만 귀족들을 섬기고 서구식 개혁을 지향하는 보수, 자유주의자들과 슬라브 민족주의자들로 갈라져서 대립하였으나 서구 귀족들로부터 한계를 느끼고 브나로드 운동, 즉 인민주의 운동을 하게 된다. 그래서 슬라브의 독립을 위하여 알렉산드르 2세 암살을 꾀하기도 했으며 인민주의자들은 사회혁명당으로 조직되어 사회민주노동당과 볼셰비키, 멘셰비키를 탄생시켰다.

### 현대

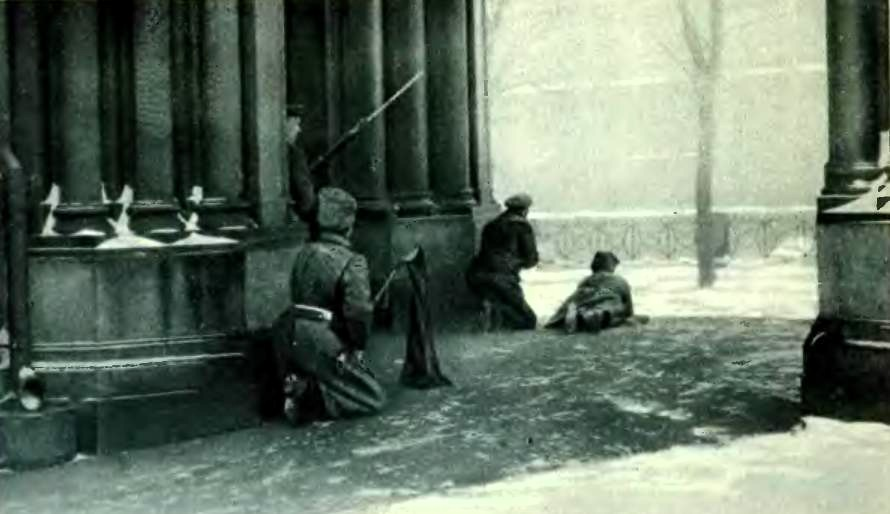
1917년 2월 혁명 동안의 전투

러일 전쟁의 패배로 국내가 흔들린 후, 제1차 세계 대전 중인 1917년 3월에 일어난 러시아 혁명(2월 혁명)으로 러시아 제국은 무너졌다. 1917년 11월, 블라디미르 레닌이 지도하는 이른바 10월 혁명이 성공하자 일체 권력은 노동자·농민·인민의 대표자로써 조직되는 ‘소비에트(평의회라는 뜻)’에 있음이 선언되고(사회주의), 러시아 소비에트 연방 정부가 출현했다. 그후 한동안 왕당파인 백색군과의 내전에 혁명파인 적색군이 승리함으로써 블라디미르 레닌이 지도하는 소비에트 연방이 건국되었다. 이어 러시아 제국의 통치 밑에 있었던 여러 민족은 혁명을 계기로 독립했으나, 1922년 12월에는 그 사이 독립하여 성장해 온 4대 사회주의공화국 즉 러시아, 우크라이나, 벨라루스 및 자카프카스 등이 연방조약에 조인함으로써 러시아 제국영토를 대부분 되찾은 소련은, 중앙아시아 국가들이 소련에 다시 편입하고. 1932년에서 1933년 사이에 이 지역은 수백만 명의 목숨을 앗아간 대규모 기근을 겪었습니다. 1940년에는 몰도비아 공화국 및 발트3국을 다시 편입하여 제2차 세계 대전 이후에는 15개의 소비에트 사회주의 연방 공화국으로 구성되었다. 제2차 세계대전은 1939년 9월에 시작되었고, 독일이 폴란드를 공격한 지 2주 후에 소련도 폴란드를 공격했습니다. 폴란드인 10명 중 1명이 소련 내무인민위원회에 의해 박해를 받았습니다.
1941년 6월 22일 나치 독일의 바르바로사 작전 개시로 시작된 독소 전쟁으로 소련은 전쟁 초반 위기를 맞이했다. 그러나 연합군의 지원과 붉은 군대가 승리한 스탈린그라드 전투를 계기로 총 반격에 나선 소련은 이후 중앙 유럽과 독일 동부지역, 만주와 한반도 북부까지 진격하여 제2차 세계 대전 주요 승전국의 일원이 되었다. 이를 계기로 국제 연합 안전보장이사회 상임 이사국 5개 국가 중 하나로 소련이 지명되었다.
제2차 세계 대전 후에 소련은 초강대국으로 성장하여 미국과 냉전을 펼쳤지만 1970년대부터 소련의 경제는 침체되었다. 특히 소련–아프가니스탄 전쟁은 경제를 더욱 악화시켰다. 1985년 3월 공산당 서기장에 취임한 미하일 고르바초프는 대외적으로 '신사고'노선에 입각한 과감한 외교에 나서 냉전을 종결시키는 한편, 1986년 2월 제27차 당대회에서 페레스트로이카(개혁) 및 글라스노스트(개방) 노선을 선언하는 등 공산주의 체제의 정치적 부조리 척결과 경제회생을 위한 개혁을 시도하였다. 그런데, 각지에서 민족주의가 분출하게 되었다. 1989년 10월 제한주권론을 표방했던 브레즈네프 독트린을 공식폐기했고, 1990년 2월 대통령제를 도입하여 고르바초프가 소련의 초대 대통령이 되었다.

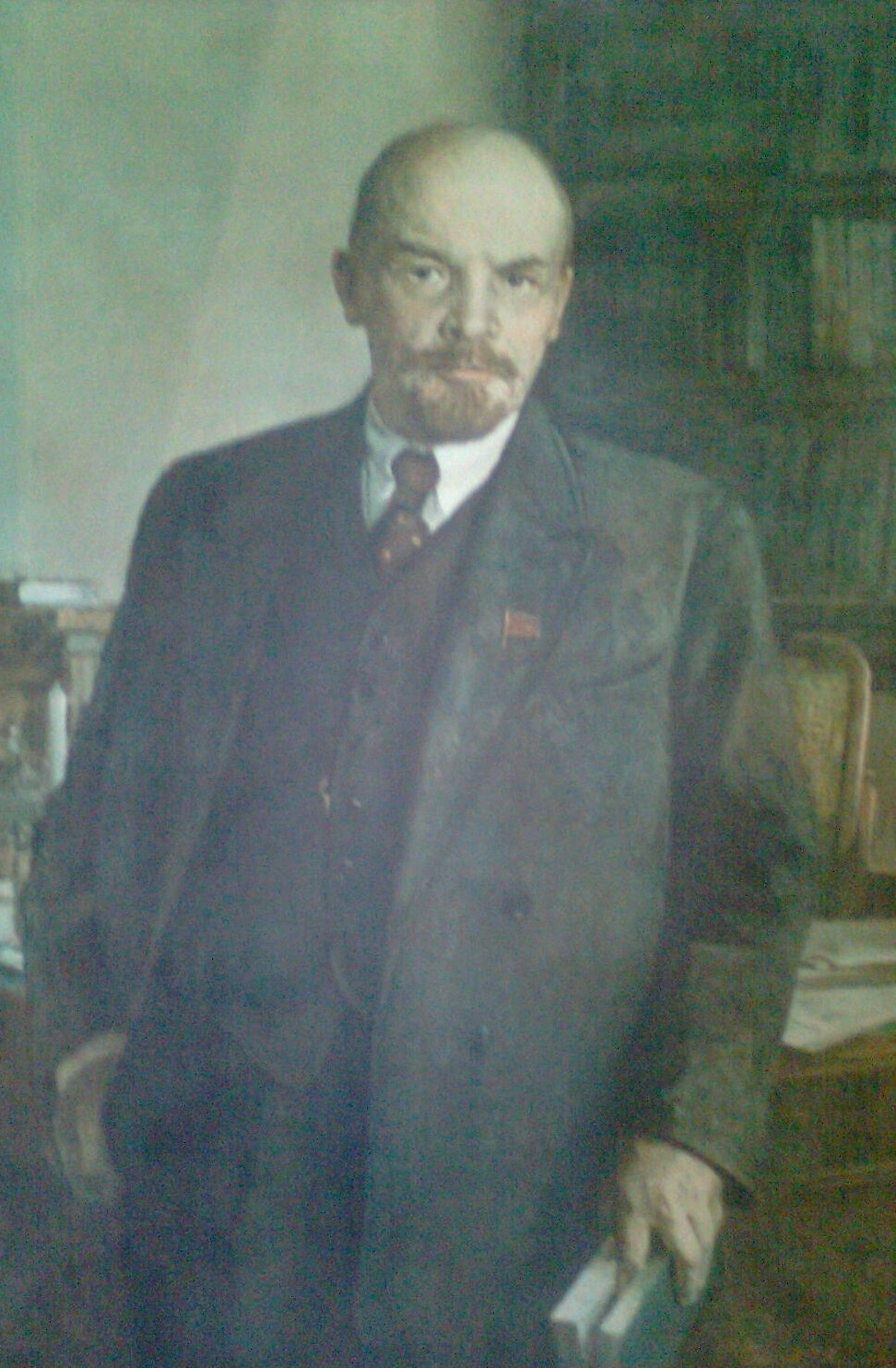
러시아의 혁명가 블라디미르 일리치 레닌

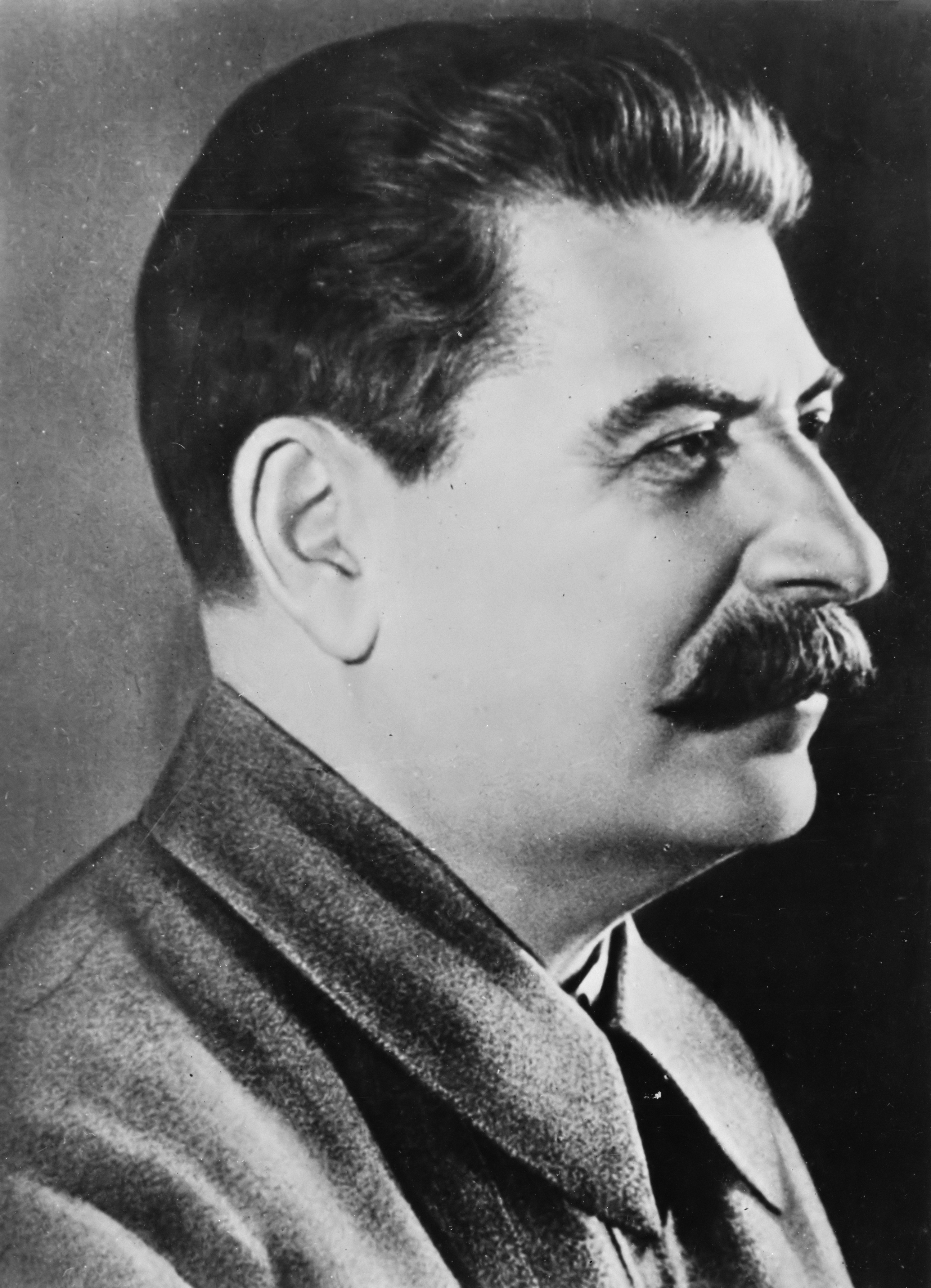
당시의 소련 서기장 및 총리였던 이오시프 스탈린

1991년 7월 당 중앙위는 공산주의를 공식적으로 포기 선언하였다. 그 해 여름에 공산당의 고르바초프 축출시도가 실패하면서 1991년 12월 25일 고르바초프가 소련 대통령직에서 물러났고 소련은 붕괴되었다. 소련의 붕괴로 독립한 국가들은 독립 국가 연합을 탄생시켰다. 러시아는 소련이 가지고 있던 국제적인 권리(상임이사국 등)와 국제법 상의 관계를 승계했다. 1992년 5월, 러시아 연방 조약으로 러시아 연방이라는 국명이 확정되었다. 러시아 연방의 국명 변경은 고르바초프 소련 대통령 사임한 날인 1991년 12월 25일, 당시의 러시아 최고 회의 결의에 따른 것이다.
옐친 대통령은 1991년 11월 러시아 최고회의가 부여한 비상대권을 1년간 유지하면서 지속적인 시장경제 정책을 추구했으나 성과를 거두지 못하고 경제가 악화됐다. 이를 계기로 옐친은 보수파의 온상인 최고회의와 인민대표회의의 심한 견제를 받기 시작했다. 이후 권력이 불안해진 옐친은 1993년 10월 의회를 해산했다. 이 과정에서 무장력을 갖추고 있던 의회보수파는 무력으로 저항했지만 옐친은 군대를 동원해 진압했다. 같은 해 12월 의회 재선거에서는 보수파의 의석이 크게 줄어 보수파를 막는 데 성공했으나, 많은 의석을 확보하는 데는 실패하여 의회는 극우파와 공산당이 득세했다. 그 뒤로 인민대표회의와 갈등을 빚고 있던 옐친은 1994년 10월 국민투표를 실시해 58.5%의 찬성으로 국민들로부터 정당성을 인정받았다. 공산당 체제가 무너진 후 러시아에서는 많은 정당들이 생겨났는데, 1993년 12월 러시아 하원 총선에서는 친옐친계 러시아의 선택당이 450석 중 96석을 차지하여 최대 정당이 됐다. 그리고 극우파 자유민주당이 70석, 공산당이 65석, 농민당 47석, 야블린스키연합 33석, 러시아 여성 25석, 러시아 민주당 21석, 시민동맹 18석, 민주개혁운동 8석, 존엄과 자선 3석, 러시아의 미래 1석, 기타 무소속이 30석을 차지했다. 1996년 선거에서 옐친은 과반이 넘는 53.8%를 득표해 승리했다. 대선 후 건강이 악화된 옐친은 심장 수술을 받고 체르노미르딘 총리에게 전권을 일시 이양하였다. 러시아 하원은 1997년 1월 말 옐친 대통령에 대한 탄핵을 시도했으나 부결되어 수포로 돌아갔다. 1997년 1월 교사 50만명이 체불된 임금 지급을 요구하는 시위를 벌였고 러시아 전역에서 벌어진 노동자 총파업에는 200만명이 참가했다.
이런 상황에서 정보국장인 블라디미르 푸틴은 1999년 러시아 대통령 보리스 옐친에 의해 총리로 지명되었으며, 옐친의 하야 선언으로 대통령 권한 대행이 된 뒤 이듬해 대선에서 당선되어 대통령이 되었다. 푸틴은 불안해진 정치, 경제, 사회, 문화 등 러시아에 닥친 혼란을 수습하고 체첸 내전에서 승기를 잡아 무너져가는 러시아의 재건을 이끌었다. 러시아는 소련 해체 이후 경제는 서방 식을 따르고 있으나, 정치, 사회, 문화적으로는 '강력한 러시아'를 외치며 서방에 맞서고 있어 러시아를 위협으로 보는 유럽 연합, NATO 등의 반발을 불러오고 있다.
대통령에 재선돼 임기를 끝마친 푸틴은 법령에 따라 3선이 불가능해 출마하지 않는 대신 2008년 대선에서 드미트리 메드베데프를 후보로 내세웠고 당선되었다. 이후 푸틴 대통령은 메드베데프 정부에서 총리직을 맡아 실권을 잡았다. 2011년 러시아는 영토분쟁으로 조지아와 전쟁을 벌인 뒤, 남오세티야-압하지야에 군대를 주둔하고 그루지아와는 외교관계를 단절했으며, 압하스 공화국과 남오세티야의 독립을 승인했다. 그리고 집단 안보 조약 기구에 가입한 가입국들은 러시아의 입장을 지지했다. 9월 17일에는 압하지야와 남오세티야와의 우호조약을 체결했다. 이후 2008년 11월 11일 메드베데프는 대통령 임기를 4년에서 6년으로 연장하는 개정안을 의회에 제출했다. 11월 14일에 러시아 하원은 대통령 임기 연장을 통과시켰다. 러시아도 경기침체에 빠져들면서 반푸틴 시위가 일어날 조짐을 보이고 있다. 2009년 3월 15일에는 블라디보스토크에서 푸틴을 반대하는 시위가 벌어지기도 했다. 러시아는 체첸 내전이 끝난 직후부터 10년 동안 체첸 공화국에 내렸던 안보통치 체제를 해제했다.
러시아가 구소련 영토에서 벌인 가장 큰 전쟁은 우크라이나에서 일어났습니다. 블라디미르 푸틴이 2012년 세 번째 대통령 임기를 시작한 이래로 러시아에서는 언론의 자유에 대한 대대적인 탄압이 있었습니다. 가장 충격적인 사례는 어린아이가 컴퓨터 게임에서 크렘린궁을 폭파한 혐의로 소년원에 보내진 사건입니다. 또한 그는 집권 직후 우크라이나의 도네츠크와 루한스크 지역 근처에 군대를 동원하고 이 나라를 상대로 대규모 정보전을 벌이기 시작했습니다. 당시 우크라이나 대통령이었던 빅토르 야누코비치는 권력을 유지하기 위해 2013년에 푸틴에게 군대를 파견해 우크라이나를 합병하고, 동시에 러시아와의 국경을 무장 해제할 것을 요구하기도 했는데, 이로 인해 유로마이단으로 알려진 시위가 일어났습니다.
2014년 2월 20일, 야누코비치가 키이우에 있는 동안 러시아는 크림 반도를 점령하기 시작하여 나중에 야누코비치에게 피난처를 제공했습니다. 2014년 4월 12일, 러시아 연방 보안국 장교인 이고르 기르킨과 알렉산더 보로다이가 이끄는 무장 세력이 슬로비얀스크 시를 침공하면서 우크라이나 동부에서 전쟁이 시작되었습니다. 하루 후인 4월 13일, 우크라이나는 ATO를 출범시켰습니다.2014년 도네츠크 공항과 경기장은 완전히 파괴되었고, 분리주의자가 된 러시아 무장세력과 지역 범죄자들이 권력을 잡았습니다. 2014년 10월 7일, 러시아 점령 도시인 주그레스 주그레스 에서 최초의 우크라이나 전쟁 포로 중 한 명인 이호르 코조 가 공개 고문을 당한 노골적인 사건이 발생했습니다. 2014년 도네츠크에서 러시아 무장단체는 러시아와 모스크바가 완전히 통제하는 꼭두각시 "도네츠크 인민 공화국"에 의한 도시 점령에 반대하는 발언을 한 기자 이리나 도브한을 고문했습니다. 그녀는 기둥에 묶여 공개적으로 굴욕을 당했고, 이후 유럽 공동체의 요구에 따라 우크라이나로 풀려났습니다.
2015년 2월, 푸틴의 주요 정치적 반대자이자 반전 정치인인 보리스 넴초프가 살해되었습니다. 그는 크림반도 합병과 우크라이나 동부 침공에 반대하는 평화 행진을 조직했고, 살해당하기 전날에는 러시아의 전쟁 범죄에 대한 증거를 제시하고자 했습니다. 2021년, 푸틴의 두 번째 정치적 상대이자 여러 부패 방지 조사를 조직한 알렉세이 나발니가 체포되어 투옥되었습니다. 2022년, 우크라이나에 대한 본격적인 침공이 시작되었습니다.

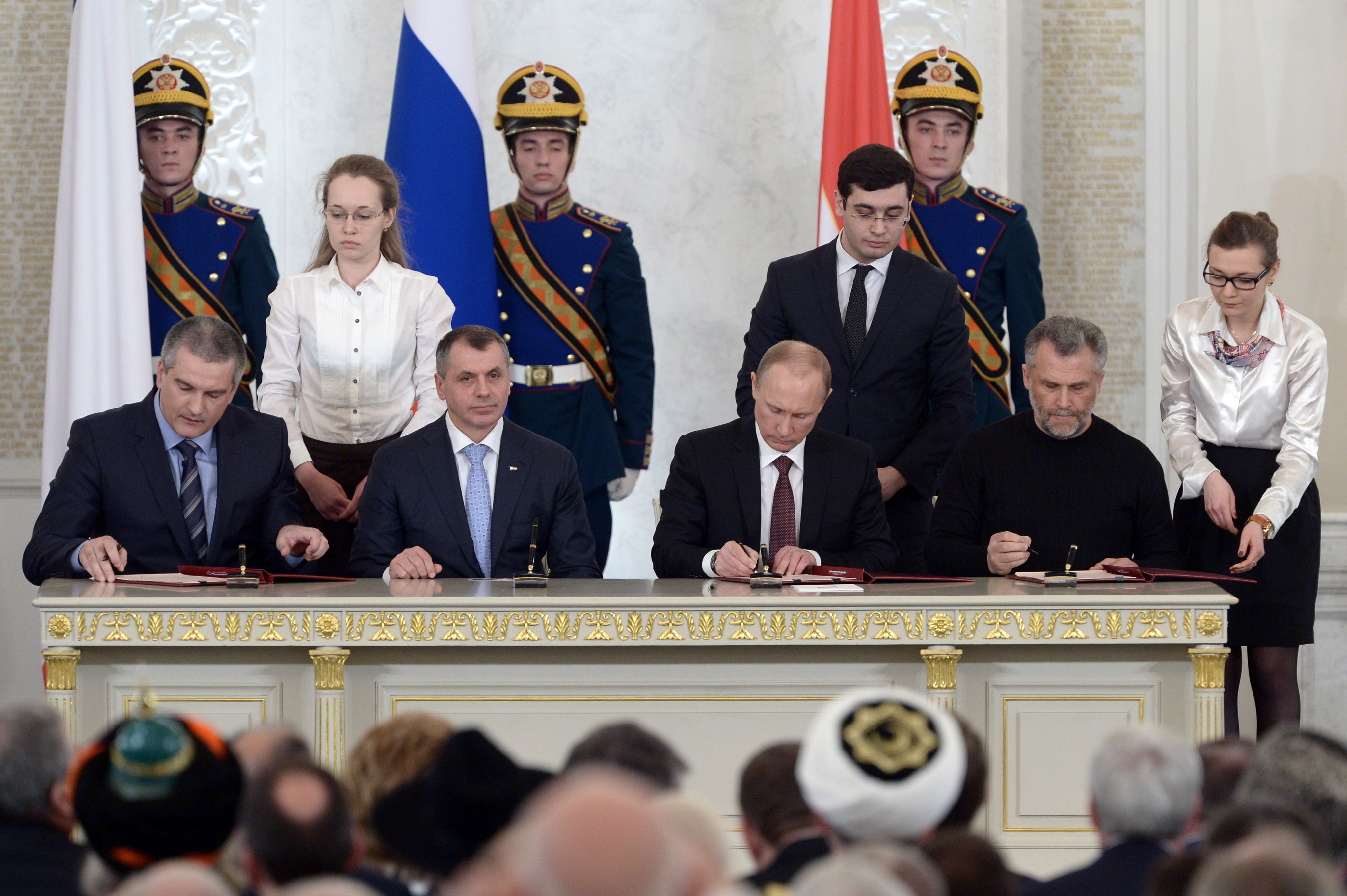
푸틴, 크림반도 합병 문서에 서명

점령지에서 러시아는 러시아의 선전 기준을 충족하지 못하는 교육 기관, 박물관, 도서관 등에서 우크라이나어로 된 서적을 대량으로 파괴하기 시작했으며, 소위 여과 수용소를 조직했습니다. 우크라이나 민간인에 대한 비인도적인 처우는 연구자들로 하여금 이를 나치 독일의 강제 수용소와 스탈린의 굴라그에 비유하게 만들었습니다. 그리고 그리고 러시아의 정치 전략가 티모페이 세르게이체프가 쓴 "러시아는 우크라이나에 대해 무엇을 해야 하는가"(러시아어 Что Россия должна сделать с Украиной ?)라는 기사는 미국 역사학자 티모시 스나이더에 의해 "대량 학살에 대한 러시아의 매뉴얼"이라고 불렸습니다. 오늘날 이러한 유형의 캠프 21개가 존재한다는 사실이 알려졌으며 도네츠크 지역 점령지에 있는 일부 캠프의 주소와 위치도 알려져 있습니다. Ĝis nun, la ekzisto de 21 tendaroj de ĉi tiu tipo estas konata, la adresoj kaj lokoj de kelkaj en la okupata parto de la Donecka regiono estas konataj.. 2024년, 러시아 극북의 한 식민지에서 식민지 행정관은 FSB의 요청에 따라 알렉세이 나발니를 살해했습니다.
같은 해, 러시아 군대는 우크라이나 병원, 특히 키이우의 장애인 어린이를 위한 오마디스트 병원에 대한 공격을 강화했습니다.
21세기 1분기에 푸틴이 집권하면서 형성된 러시아의 정치 체제는 자국 시민을 포함한 수많은 반인륜 범죄로 인해 루시즘(러시아어 Рашизм, 로마자 표기 Rashism) 이라고 불렸습니다. 푸틴의 정책에 반대하는 사람들은 공식적으로 인정된 반전 상징인 흰색-파란색-흰색 깃발을 사용합니다. 일부 연구자들은 푸틴이 소련 정보부의 대령이었고, 그의 총애하는 작가 이반 일린이 다른 민족의 파괴를 주장한 러시아 나치였다는 사실을 인용하며, 이것이 나치와 소련이라는 두 전체주의 정권이 혼합된 형태라고 믿고 있습니다. 이 이념의 상징 중 하나는 라틴 문자 Z와 V로, 군사 장비에 자주 사용되며 2022년 이후 새로운 탄압의 상징이기도 합니다. 이는 2차 세계대전 이후 유럽에서 일어난 가장 큰 전쟁이다.
.

## 지리
세계 최대의 면적을 가진 러시아의 영토는 유라시아 대륙 북부와 발트해 연안으로부터 태평양까지 동서로 뻗어있다. 국토의 북쪽은 북극권에 속해 인구가 희박하나, 남쪽에 가까워질수록 많아진다. 유럽과 시베리아(아시아)의 거의 대부분은 광대한 평원으로 남부의 스텝과 북부의 툰드라 지대가 펼쳐져 있다. 흑해와 카스피해 사이의 남쪽 국경에는 유럽 최고봉의 엘브루스산을 포함한 캅카스산맥이 있고, 유럽과 아시아의 경계에는 우랄산맥이 있다.
국토를 둘러싼 바다에는 북극해의 일부인 바렌츠해, 백해, 카라해, 랍테프해, 동시베리아해와 태평양의 일부인 베링해, 오호츠크해, 동해, 서쪽의 발트해와 서남쪽의 흑해가 있고, 해안선은 37,000km에 이른다. 이러한 바다에 위치한 러시아의 중요한 섬은 프란츠요제프 제도, 노바야젬랴섬, 세베르나야젬랴 제도, 노보시비르스크 제도, 브란겔섬, 사할린섬, 쿠릴 열도가 있다.
러시아 영내의 주요한 강에는 유럽 쪽의 돈강, 볼가강, 카마강, 오카강, 아시아 쪽의 오비강, 예니세이강, 레나강, 아무르강 등을 들 수 있다. 부라야트의 바이칼호는 세계 제일의 수심으로 유명하다.

### 자연
러시아의 국토는 매우 넓어, 북동유럽에서 우랄 지역을 거쳐서 시베리아와 극동 지방에 이른다. 총면적은 미국의 약 2배에 조금 못 미치는 1,707만 5,400km2이다. 이러한 광대한 국토 때문에 현재 동서 두 지점사이에는 11개의 시간대를 사용한다. 또한 러시아는 여러 나라와 국경을 접하고 있는데 서쪽으로는 폴란드·리투아니아·벨라루스·우크라이나, 북쪽으로는 노르웨이·핀란드, 남쪽으로는 중화인민공화국·몽골·카자흐스탄·아제르바이잔·조지아, 동쪽으로는 조선민주주의인민공화국·일본·미국과 접하고 있다. 천연 자원의 풍부함, 대륙적인 기후, 다양한 민족, 국토 방위상의 이익 등과 깊은 관계를 가지고 있으며, 지형·기후·토양·동식물도 각양각색이어서 4,000m를 넘는 산들과 광활한 평원이 어우러져 있고, 카스피해 연안처럼 해면(흑해) 이하의 곳도 발견할 수 있다. 기후는 한대에서 아열대로 해서 툰드라에서 스텝을 거쳐 사막에까지 이르고 있다. 더욱이 이들 다양한 기후·토양·식물이 위선을 따라 띠처럼 분포하여 이것이 남북으로 잘 어우러진 것이 러시아만의 특징이라고 할 수 있다.

### 지형
러시아의 국토는 지형에 의해 3대 구역으로 구분된다. 즉 서부의 동유럽 평원과 중부의 서시베리아 평원 그리고 예니세이강 동쪽의 산악 지대이다.
러시아 평원의 거의 대부분은 빙하 시대에 얼음에 덮였던 곳으로 해발 수백 m의 낮은 구릉이 있는 파상(波狀)의 평원이다. 서쪽의 국경 지역에는 발다이 구릉이, 평원의 남단에는 캅카스산맥이 조지아·아제르바이잔과의 국경 역할을 한다. 그리고 동방에는 오래된 습곡인 우랄산맥이 있다. 우랄 산맥은 북극해 연안에서 카자흐스탄에 이르는 총길이 약 2,080km의 습곡 산맥으로서 동유럽 평원과 서시베리아 평원을 구분해 주고 있다. 북쪽의 나로드나야산(1,894m)을 비롯해 해발고도 1,500m가 넘는 산은 소수이고 낮은 산들이 이어져 있다.
서시베리아 평원은 우랄 산맥에서 동쪽의 예니세이 강까지, 북극해에서 남쪽의 알타이산맥까지 펼쳐진 저평(低平)·광활한 지역이다. 예니세이강으로부터 그 동쪽 레나강까지는 오래된 중앙 시베리아 대지이며, 그 남방에는 사얀산맥, 야블로노비산맥, 베르호얀스크산맥, 체르스키산맥, 콜리마산맥, 추코트산맥 등이 있고, 쿠릴 열도에서 캄차카반도의 동쪽 언덕에 걸쳐서는 환태평양 화산대에 속한 많은 화산이 있고 최대의 활화산은 캄차카의 클류체프스카야산(4,750m)이다. 호수로는 세계 최대의 짠물 호수인 카스피해와 면해 있으며, 민물 호수로는 세계에서 가장 깊은 바이칼호가 있다. 이 밖에 라도가호, 오네가호 등이 있다. 하천도 장대하여 유역 면적이 넓은 것이 많다. 오브강·예니세이강·레나강·아무르강·볼가강 등은 세계 굴지의 강이다. 이 밖에 오네가강·드비나강·알단강 등이 있다.</ref>

### 기후
러시아의 기후는 그 위치·면적·지형 등에 따라서 크게 달라진다. 광대한 영토의 거의 대부분이 중위도 또는 고위도에 위치하고 한랭한 지역이 많을 뿐 아니라 해양의 영향도 많이 받고 있다. 러시아의 서부에는 산지가 없고 대서양의 난류, 멕시코 만류의 수증기와 열이 편서풍(偏西風)으로 옮겨져 내륙 깊이 도달하기 때문에 기후의 내륙성은 서쪽에서 동쪽으로 감에 따라 증대한다. 그래서 러시아의 기후는 위도(緯度)에 의한 태양에너지의 입사조건(入射條件)의 차이로 북쪽에서 남쪽으로 변화할 뿐 아니라, 서쪽에서 동쪽으로 변화한다. 러시아는 동서로 길 뿐 아니라 남북의 폭도 극히 넓어 남북의 기온차도 현저하게 크다. 예를 들자면, 흑해 연안의 소치는 1월의 평균 기온이 3.7°C인 반면, 최북단의 첼류스킨 곶 지방은 더운 날이 거의 없다. 특히 베르호얀스크와 오이먀콘에서는 기온이 -67.7°C까지 내려간 일이 있어 북반구의 한극이라 일컬어지고 있다. 게다가 오이먀콘은 북극권에도 속해 있지 않다. 또한 오이먀콘에서는 비공식기록이나 기온이 -71.2°C까지 내려간 적도 있다.
| Russia (records)의 기후                                                                    | Russia (records)의 기후 | Russia (records)의 기후 | Russia (records)의 기후 | Russia (records)의 기후 | Russia (records)의 기후 | Russia (records)의 기후 | Russia (records)의 기후 | Russia (records)의 기후 | Russia (records)의 기후 | Russia (records)의 기후 | Russia (records)의 기후 | Russia (records)의 기후 | Russia (records)의 기후 |
| 월                                                                                         | 1월                     | 2월                     | 3월                     | 4월                     | 5월                     | 6월                     | 7월                     | 8월                     | 9월                     | 10월                    | 11월                    | 12월                    | 연간                    |
| ------------------------------------------------------------------------------------------ | ----------------------- | ----------------------- | ----------------------- | ----------------------- | ----------------------- | ----------------------- | ----------------------- | ----------------------- | ----------------------- | ----------------------- | ----------------------- | ----------------------- | ----------------------- |
| 역대 최고 기온 °C (°F)                                                                     | 22.2 (72.0)             | 23.8 (74.8)             | 30.3 (86.5)             | 34.0 (93.2)             | 37.7 (99.9)             | 43.2 (109.8)            | 45.4 (113.7)            | 43.5 (110.3)            | 41.5 (106.7)            | 33.7 (92.7)             | 29.1 (84.4)             | 25.0 (77.0)             | 45.4 (113.7)            |
| 역대 최저 기온 °C (°F)                                                                     | −67.6 (−89.7)           | −67.7 (−89.9)           | −60.6 (−77.1)           | −57.2 (−71.0)           | −34.2 (−29.6)           | −9.7 (14.5)             | −9.3 (15.3)             | −17.1 (1.2)             | −25.3 (−13.5)           | −48.7 (−55.7)           | −58.5 (−73.3)           | −64.5 (−84.1)           | −67.7 (−89.9)           |
| 출처: Pogoda.ru.netJanuary record low:"February, April, May, October, December record low: |                         |                         |                         |                         |                         |                         |                         |                         |                         |                         |                         |                         |                         |

### 식생
러시아에는 지형·기후가 같은 토지가 널리 펼쳐져 있기 때문에, 식물이나 토양도 이에 대응하여 동서로 길게 대상지대(帶狀地帶)를 이루고, 북에서 남으로 순차적으로 이행(移行)하고 있다. 우선 국토의 북부는 툰드라 지대로서, 이는 러시아 전면적의 약 5%를 차지한다. 토양은 이탄습지(泥炭濕地)로서 지의류(地衣類)나 이끼류가 무성하고, 수목은 일반적으로 적으며 순록(馴鹿)의 사양(飼養)만이 행하여진다. 그 남부는 수림이 혼합된 폭이 좁은 삼림 툰드라지대를 거쳐, 삼림대(森林帶)로 이행한다.
삼림대는 러시아 국토의 약 30%를 차지하는 광대한 지역으로서, 이는 북부의 침엽수림대(針葉樹林帶)와 남부의 활엽수(闊葉樹)가 섞인 혼합림대로 나눈다. 활엽수림은 유러시아 지역에서는 넓은 지역을 차지하나 시베리아에는 없고, 러시아 극동에서 또다시 모습을 보인다. 삼림지대의 토양은 포드졸(灰白土)이며, 그리 비옥하지는 않으나 비료를 주면 농업이 가능하다. 삼림대의 남쪽 가장자리는 점이적(漸移的)인 삼림 스텝대로서, 더 남쪽으로 가면 삼림이 점차 줄어들어, 마침내 초원 스텝대로 이행(移行)한다. 스텝대는 러시아의 서부 국경으로부터 동방은 알타이까지 연속되고 있다. 이 지역은 하계가 온난하고 무상기일이 길지만 연강수량이 200∼500mm에 불과하다. 따라서 건조한 기후에 잘 견딜 수 있는 곡물을 재배하는 한편 가축 사육이 많다. 삼림 스텝대 남부 및 스텝대 중부의 토양은 기름지기로 유명한 체르노좀(Чернозём)으로, 밀·사탕무·해바라기 등의 농작물 재배가 집중적으로 이뤄지는 러시아의 곡창 지대다.

## 정치

### 행정
국가 체제는 연방제이나, 국가원수인 대통령(임기는 6년이며 재선 가능)이 행정의 중심이다. 헌법상 러시아의 대통령은 국정전반에 걸쳐 강력하고 포괄적인 권한을 부여받고 있다. 1993년 12월 12일 국민투표를 통해 공식 채택된 신(新)헌법은 프랑스의 드골 헌법을 모방하여 대통령의 권한을 대폭 강화하고 소련 붕괴 이전에는 무소불위의 막강한 권력을 지녔던 당의 활동영역을 일부 제한하고 있다. 즉 새 헌법은 하원인 두마에 입법권과 예산심의권·조약체결권 등을 부여하고 있으나 상원인 연방회의의 승인을 반드시 거치도록 규정하였다. 또 대통령이 법률안 거부권을 행사할 경우 3분의 2이상의 찬성이 있을 때만 이를 뒤집을 수 있도록 하고 있다. 이에 반해 대통령은 총선거 실시권은 물론 국회해산권도 갖게 되어 있으며 의회의 대통령에 대한 견제는 거의 불가능해져 탄핵의 경우에 하원의원의 재적 3분의 2의 찬성으로 이를 확정하도록 하고 있다. 러시아의 대통령은 러시아의 총리(의회의 신임을 필요로 한다.)를 포함한 정부의 요직의 지명권·임명권과 의회의 동의를 얻지 않고 정령(대통령포고령)을 발포하는 권한을 가져, 군대와 국가 안전 보장 회의의장을 겸한다. 대통령으로 당선되기 위해서는 과반의 득표를 얻어야 하는데 과반에 도달하지 못하면 가장 높은 득표를 획득한 두 후보간에 결선 투표를 행한다. 대통령 선거에 입후보하기 위해서는 의회 내 정당의 추천을 받거나 유권자 200만 명의 서명을 받아야 한다. 선거는 러시아의 10개의 시간대에 걸쳐 치른다. 2008년 기준으로 러시아의 유권자 수는 1억 900만 명 정도이다. 공화국은 명목상으로는 연방에서 탈 퇴할 권리가 있는 자치령이며, 강제적 통합 의도가 점점 심해지고 있으나 각 공화국은 헌법, 대통령, 의회, 내각이 있고, 자체적인 언어와 문화도 보유하고 있다. Krai는 비러시아인들이 주로 거주하던 지역에  설치한 식민지구가 기원으로 역내에 소수민족으로 구성된 특수한 독립 행정구역을 포함하고 있다.  Autonomous Oblast는 공화국이 되기에는 힘이 약하나 자치권을 부여할 필요성이 있었던 지역이며, 독자적인 헌법과 최고회의, 내각 등은 보유하지 못하나 문화와 언어, 그리고 일부 자치권이 있다.  Autonomous Okrug는 미개하다고 생각된 토착민들이 살던 지역이며, 연방조약 체결 전까지는 언어, 문화 등은 다르나 극히 제한적인 자치권만을 가졌다.

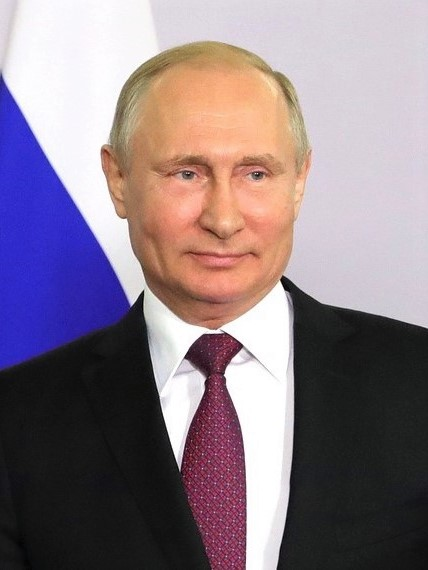
現 러시아 연방 대통령 블라디미르 푸틴

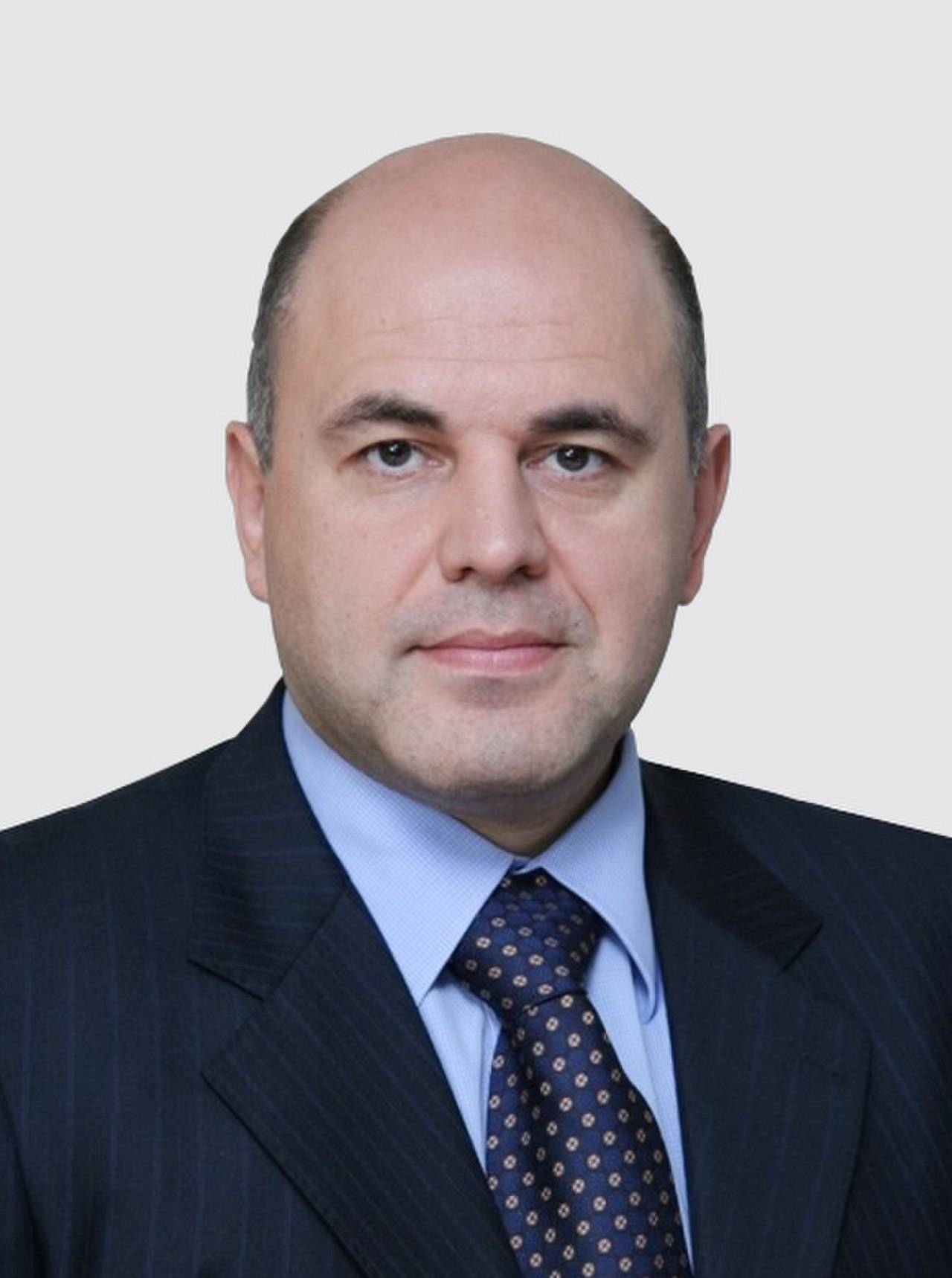
現 러시아 연방 총리 미하일 미슈스틴

### 입법
러시아 연방 의회(러시아어: Федеральное Собрание Российской Федерации 페데랄노예 소브라니예 로시스코이 페데라치[*])는 양원제로, 각 연방 구성 주체의 행정부와 입법부의 대표가 혼자씩 되어 상원의원에 해당되는 연방 회의(Совет Федерации, 정원 178명)와 하원의원에 해당되는 국가두마(Государственная Дума, 정원 450명)으로 구성되어 있다.
하원 의원은, 임기 4년으로, 소선거구제와 비례 대표제에 의해 반수(半數)씩 선출되는 구조였지만, 2005년 4월 23일 완전 비례 대표제로 이행하는 선거 제도 개정안이 하원을 통과했다.
중앙 정계에서 활동하는 주요한 정당에 대해서는 러시아의 정당을, 외교 업무에 대해서는 러시아 외무부를 참조.

### 행정 구역
수도는 모스크바다. 상트페테르부르크 등의 주요 도시도 존재한다.
최상위 행정구역은 연방주체이며, 연방관구는 행정상 편의를 위해 설치한 단위이다(예: 대한민국의 행정동).
러시아는 85개의 연방 구성체로 이루어진 연방 국가다. 연방 구성체 내 상당수 지역에는 비러시아계 민족들을 포함되어 있지만, 이러한 공화국에는 연방으로부터의 분리 독립에 대한 제약이 있어, 연방 정부로부터 극히 제한을 받고 있다. 현재 22개 공화국, 46개 주, 9개 지방, 1개 자치주, 4개 자치구, 3개 연방시로 구성되어 있다.
푸틴 집권 이후에는 지방정부 수장 상당수를 임명제로 선출했으나 2012년 5월 간선제를 도입하여 10월에 선거를 치렀다. 그러나 현재도 일부 연방주체는 지명직으로 임명되고 있다. 각 지역마다 선거일은 서로 다르나, 임기 만료가 유사한 특정 지역끼리 동시 지방선거를 실시(단일 투표일)하기도 한다.
블라디미르 푸틴 대통령은 중앙정부의 각 연방 구성체에 대한 영향력 확대를 위해, 2000년 5월 13일에 전 국토를 7개로 나눈 연방관구를 설치했으며 책임자는 간선제를 채택하였다. 2010년 1월 19일 남부 연방관구로부터 북캅카스 연방관구가 신설되었다. 2014년 3월 21일 크림 연방관구가 신설되었지만 2016년 7월 28일을 기해 남부 연방관구에 합병되면서 폐지되었다. 이로써 현재 8개의 러시아 연방관구가 있다.
- 중앙 연방관구(모스크바)
- 북서 연방관구(상트페테르부르크)
- 남부 연방관구(로스토프나도누)
- 볼가 연방관구(니즈니노브고로드)
- 우랄 연방관구(예카테린부르크)
- 시베리아 연방관구(노보시비르스크)
- 극동 연방관구(하바롭스크)
- 북캅카스 연방관구(퍄티고르스크)

#### 주요 도시
러시아는 산업화의 진전에 따라 도시의 수가 급속도로 증가하여 왔다. 현재 러시아는 수도 모스크바를 필두로 인구 100만 이상의 수위 도시인 상트페테르부르크, 니즈니노브고로드, 노보시비르스크, 예카테린부르크, 옴스크, 첼랴빈스크 등 총 12개이며 50만 이상 도시는 33개이다.
- 모스크바
- 상트페테르부르크
- 노보시비르스크
- 니즈니노브고로드
- 예카테린부르크
- 사마라
- 옴스크
- 카잔
- 첼랴빈스크
- 로스토프나도누
- 볼고그라드
- 크라스노야르스크
- 하바로프스크
- 블라디보스토크

## 국방
제2차세계대전 직후 소비에트 연방군은 총 병력은 1000만명이 넘었고 1987년, 소비에트 연방군은 총 병력 500만 명으로, 재래식 무기, 비대칭 무기 등을 포함하여 미국과 전 세계 군사력 1위를 앞다투는 강력한 국가였다. 그 후 소비에트연방군이 러시아 연방군으로 승계되면서 병력 및 무기를 상당수 감축하였다. 2010년 중국이 세계 군사력 2위였으나 2011년 이후 세계 군사력 순위 2위다.
이후 러시아연방군은 통합군 체제 아래서 육군, 해군, 공군, 전략로켓군, 공수군, 항공 우주군 등으로 구성되어 있으며 핵무기체계에 있어 여전히 미국과 함께 양강을 구축하고 있다.
러시아는 모든 병과에서 세계 제 2위의 군사력을 자랑하며 T-80UM1, T-90AM 등 3세대 전차 1,500대 이상과 MIG-29K, Su-35BM, MIG-31BM, Su-34, Tu-95MS 등 전투기를 보유하고 있다. S-400 지대공미사일을 보유 중이며, 차세대 S-500도 개발 중이다. 5세대 스텔스기 T-50 FAK FA를 실전 배치할 것이다. 그리고 미그-31BM을 북극권에다 배치한다. 현재 총 병력은 130만 명이다.
2009년 1월 1일부터 복무 기간이 12개월인 징병제를 채택하고 있다. 육군, 해군, 공군의 복무기간은 동일하다. 그 외 전략로켓군, 공수군, 항공 우주군은 모병제로 충당한다. 러시아군은 유일하게 미국과 전면전이 가능한 군대다.
러시아 대통령 푸틴은, 징집병은 전투병과에 투입하지 않겠다고 선언하였다.
헌법에선 양심적 병역 거부를 할 수 있도록 보장하고 있으며, 종교적 신념이 군복무와 다른 경우에는 다른 것으로 대체하도록 허용하고 있다.
조지아와의 전쟁 이후에 러시아는 국방개혁에 박차를 가하고 있으며, 군인 수도 150만 명 이하로 줄이고 있다. 또한 장기적으로 완전히 모병제로 전환할 계획이다. 현재 러시아는 전차가 무려 32,950대로 세계 1위이며, 전투기 또한 2,749대로 세계 3위이다. 군함은 현재 233척을 보유하고 있다. 현역병도 130만명이며, 견인포의 수도 3만문으로 세계 1위다. 그러나 재정문제로 전차는 4,000대 정도만이 구동할 수 있다. 러시아는 미 함대를 요격할 수 있으며 특히 키로프급 순양함은 300발의 어뢰와 미사일을 실을 수 있다. (현재 니미츠급 항공모함을 제외하면 가장 크다. 3척도 재취역 시킬 예정이기도 하다. 하지만 미지수다.) 러시아의 항공모함은 쿠츠네초프 항공모함이 있다. 또한 러시아의 차기 항공모함 (ATAKR급)은 2015년 완공을 목표로 하고 있다. 그리고 푸틴은 2020년까지 핵잠수함을 24척 보유하겠다고 밝혔으며 2013년부터 일부는 취항하고 있다. 러시아 공군은 2020년까지 신형전투기 600대를 배치하겠다고 밝혔다. 2014년 1월 3일에 러시아 해군은 신형 군함 40척을 도입했다.

## 경제
소련 해체 후 옐친 대통령의 주도 아래 시장 경제화가 진행되었지만, 이 때문에 오히려 급속한 인플레이션을 불러, 1990년대 중반에는 경제적으로 침체되었다. 국영 기업들의 값싼 매각이 주식 대 대출의 방식으로 이루어져 이른바 러시아 재벌들이 탄생하였고 고정 임금을 받는 계층의 생활 수준이 급격히 악화되었다. 1998년에 러시아 경제에 중대한 위기가 오기도 했다. 그러나, 1999년부터 경제는 서서히 회복되었다. 고유가와, 루블의 약세, 서비스업 생산의 증가에 힘입어 러시아의 GDP는 1999년부터 2004년까지 평균 6.8%씩 성장하였다. 그러나 모스크바가 GDP의 30%를 차지하는 불균형한 모습을 보여주고 있다. 2006년 국내총생산이 약 6.7% 증가하였으나 러시아의 경제 규모는 아직 G8의 국가들보다 많이 작다. 미국과 서유럽은 러시아에게 시장 경제의 도입을 주장하였지만 여전히 러시아 정부는 경제에 상당한 개입을 하고 있다. 2009년 3월 14일에 러시아는 카자흐스탄이 제시한 유라시아 경제 공동체의 단일통화안에 대해 환영한다고 발표했다. 2011년 조사된 통계에 따르면 러시아의 전체 GDP는 약 1조 8840억 달러로, 세계 9위를 기록했다. 그러나 개인구매력지수(ppp)로 환산한 GDP는 2조 3760억 달러로 세계 6위에 올랐다.

### 산업
1928년부터 실시한 계속적인 경제 개발 5개년 계획에 의해서 미국 다음가는 공업국으로 발전하였다. 그러나 국민의 일상 생활 용품 등을 생산하는 경공업 방면의 건설이 뒤져, 국민은 오랫동안 내핍 생활을 해야만 했다. 농업면에서도 발전이 뒤진 러시아는 소련 해체 이후 시장 경제로의 이행을 목표로 한 가격 자유화 조치, 국영 공장의 민영화 계획, 토지 사유화 인정 법률 승인 등 일련의 조치와 제도 개혁을 통해 경제 발전을 위한 개혁 정책을 시행하고 있다.

#### 농업
농업은 주로 집단 농장과 국영 농장에서 행해졌다. 소련 해체 직전 소련 전역에는 약 2만 6천 개의 집단 농장과 약 2만 3천 개의 국영 농장이 있었다. 그러나 최근에는 많은 집단 농장과 국영 농장이 해체되고 있다. 대신 새로운 형태의 기업 농장과 개인 농장의 비중이 증가하고 있다.
러시아의 국토는 광대하기 때문에, 세계 굴지의 생산액을 갖는 농업 부문이 많다. 예를 들어 곡물·감자 생산량은 세계 최대이고, 밀의 총생산량은 56,240,000톤(2011년, 세계 3위, 7.99%)이며, 옥수수·사탕무·해바라기·포도 등은 세계 5위권 안에 속해 있다. 또 육류·양모도 세계 5위권 안에 들어 있다. 1980년대 후반 이후 농업 생산의 감소로 농산물의 수입이 증가하고 있는데, 이는 주로 집단 농장과 국영 농장의 생산 감소에서 기인한다.

#### 수산업
소련 해체 이전 세계 제1위의 어획량을 자랑하였으나 해체 이후 러시아 국내의 정치·경제·사회적인 불안정과 혼란이 수산업에도 영향을 미쳐 어획량이 급격히 감소하였다. 1993년에는 446만 1천t으로 세계 제6위에 그치고 있다. 러시아에서 어획고가 가장 많은 곳은 극동해역으로 전 러시아의 3할을 차지한다. 주요 어획물은 연어·송어·청어·대구·넙치·게 등이다. 해수(海獸)도 많아 고래·바다표범·물개 등이 잡힌다.

#### 자원
- 석탄 - 석탄의 가채(可採) 매장량은 소련 전체로 약 2,400억t으로 세계 제1위였고 채탄량은 1993년 3억 4,000만t에 달했다. 기본 탄전은 쿠츠네스크 탄전이 러시아의 석탄 공급에 절대적인 역할을 하고 있으며 그외에도 페초라 탄전·이르쿠츠크 탄전·퉁구스카 탄전·레나 탄전·남(南)야쿠티아 탄전 등이 있다.
- 석유 - 러시아는 세계 최대의 석유 생산국으로 석유 수출량에서는 사우디아라비아에 이어 세계 제2위이다. 1993년 러시아의 석유 생산량은 약 3억 5,200만t 이었으며, 최근에는 매년 감소 추세에 있다. 1970년대까지 볼가·우랄 유전이 최대 생산지로서 소련 총 채굴량의 70%에 이르렀으나 최근에는 러시아 전체 생산량의 12%대로 떨어졌다. 반면 서시베리아 저지의 튜멘 유전에서 전체 생산량의 70% 이상을 생산하고 있다. 이 밖에도 북카프카스 유전·극동의 사할린 유전 등이 있다.
- 천연 가스 - 러시아의 천연 가스는 채취량에서나 수출량에 있어서도 세계 최대이다. 천연 가스는 확인된 매장량의 70% 이상이 서시베리아에 집중되어 있는 것으로 나타났는데, 주요 산지는 북카프카스·볼가·우랄·서시베리아 등이다.
- 전력 - 1991년 소련의 총 전력 생산량은 1조7,129억kWh 로 세계 제2위였으며, 그 거의 대부분이 화력 발전에 의한 것이었다. 과거에는 볼가 강·예니세이 강 유역의 수력 발전이 큰 비중을 차지했으나 전력 수요가 늘면서 풍부한 화석 연료를 활용한 화력 발전에 크게 의존하고 있다. 현재 러시아의 전력 생산 구조를 보면 화력 발전이 70%를 넘으며, 수력 발전이 약 15%, 원자력이 약 10% 정도를 차지하고 있다.[49]

#### 공업
- 철강업 - 러시아의 철광석 생산량은 1993년 4,267만 7천 M/T으로 세계 제4위였다. 이러한 막대한 철광석 생산량을 바탕으로 우랄, 쿠르스크, 쿠즈네츠크 지방에는 대규모 철강 공업이 발달해 있으며, 도처에 크고 작은 철강 공장이 들어서 있다.
- 화학 공업 - 러시아에는 석유·가스·석탄·인회석(燐灰石)·칼리·유황 그 밖의 화학 공업 원료가 풍부하며 이 부분이 크게 발달하고 있다. 최근 화학 공업은 시베리아에서 크게 발전하고 있으나, 아직까지는 유럽 러시아가 절대 우위를 차지하고 있다.
- 비철 금속 공업 - 러시아는 구리·납·아연·니켈·보리프람·보크사이트·수은 등의 확정 매장량으로 보아서는 세계 굴지이다. 주요한 비철금속 공업 지역은 볼가(구리·복합금속)·우랄(구리·알루미늄), 쿠즈바스와 북카프카스(복합금속·알루미늄), 동시베리아(금, 니켈), 극동 연안 지방(금, 복합금속), 콜라 반도(알루미늄) 등이다.
- 기계 제작 공업 - 기계 제작 공업은 중공업의 핵심이다. 중요 기계 공업 지역은 모스크바 등의 서부(전기기계·정밀기계·차량·배), 상트페테르부르크 등의 북서부(전기기계·정밀기계·차량·배), 우랄(중기계) 등이다.
- 목재 공업 - 펄프·제지업의 중심지는 목재 산지 및 제재업지(製材業地)와 관계가 깊다. 목재 가공 분야는 브라츠크·바이칼스크·우스트일림스키 등이, 제재 분야는 크라스노야르스크·레소시비르스크·이르쿠츠크 등이, 펄프와 제지는 아르한겔스크·니주니노브고로트·페름 등이 주요 생산지이다. 한편 이들 펄프·제지·제재업에서 목재의 가수분해 공업이 발달해 있다.
- 섬유 공업 - 러시아는 모직물과 아마포(亞麻布)의 생산량에서는 세계 제1위이다. 섬유 공업의 중심지는 중앙부인 모스크바, 이바노보 등으로, 여기에서는 면포(綿布)·견포·아마포의 거의 대부분, 모직물의 반 이상이 생산된다. 볼가는 러시아 원면(原綿)의 거의 대부분과 생사(生絲)의 약 3/5을 산출하며, 면공업과 견공업(絹工業)이 있다. 북카프카스에도 면·모직물과 견직업이 있고 시베리아에도 면직업과 견·모직업이 있다.
- 식품 공업 - 러시아의 사탕무 재배는 주로 흑토 지역과 서시베리아 남부의 삼림 수목 지대에서 많이 재배되고 있다. 식품 공업은 농업 지역과 대도시 주변에 많이 발달해 있는데 수산물 가공은 극동 지역에 집중되어 있으며, 낙농 제품, 육가공 분야는 대도시 인근에 발달해 있다.[50]

### 국토 종합 개발
소련 정부는 광대한 국토의 미개발 지역을 개발함으로써 비약적인 국력을 이루어 보려는 뜻에서 국토 개발에 관한 여러 계획을 실행에 옮겨 왔다. 예를 들면 국토의 약 1/6을 차지하는 사막이나 반 사막의 녹지화(綠地化) 착수, 볼가 강과 돈 강을 연결하는 볼가-돈 운하, 그리고 거의 무진장의 자원을 보유하고 있다는 시베리아 극지의 개발 등이 그것이다. 녹지화의 예로서는 중앙아시아의 카라쿰 사막이나, 그 주변에 카라쿰 운하가 생김으로 해서 수십만 ha에 이르는 미관개 지역이, 거의 대부분 목야(牧野)로 이용되게 되었고, 또한 카라쿰 운하는 장차 카스피아 해에까지 연장되어 길이 1,400km·150만 ha가 넘는 사막을 관개(灌漑)하는 대운하가 건설되었다.
제7차 7개년 계획으로 본격화한 시베리아 극동 개발은 현재에도 추진되고 있어 앙가라, 예니세이 등 여러 하천의 풍부한 수력자원, 석유, 천연가스, 석탄, 혹은 여러 금속, 광대한 삼림 지대의 목재 등 방대한 자원 개발이 추진되었으며, 이에 따라 콤비나트의 건설도 이루어졌다. 1966년 이후에는 전국에 걸친 지력증진(地力增進)을 위한 종합 계획이 추진되어 관개·간척 등 토지 개량이 실시되었다.

### 무역
2001년 러시아의 무역 규모는 1583억 달러(수출 1,030억 달러, 수입 533억 달러)를 기록하고 있다. 구 소련은 구 공산국가와 주로 교역하여 왔다. 그러나 1980년대부터 선진국과 본격적으로 교역하기 시작하여 무역이 크게 늘었다. 공산주의 체제가 무너지고 자유 민주화한 현재의 러시아는 무역 상대국이 145개 국에 이른다.
지역별로는 구 코메콘 국가와 기타 구 공산국가가 전체 무역의 약 28%를 차지하며 선진 자유 민주주의 국가와의 교역이 전체의 약 60%를 점하고 있다. 또 개발도상국과의 교역도 12.7%에 이르고 있는데 매년 신장되고 있다. 주요 수출품은 연료·전력·기계장비·광물 등이며 주요 수입품은 기계류·농산물·소비재 등이 주류를 이루고 있다.
최근 러시아는 무역 개방과 확대를 위해 노력하고 있는데, 우선 비효율적인 중앙집권적 무역을 개방하여 기업과 지방 정부에 일정한 권한을 부여하고 있다. 또 과거 대외 무역을 주관해 왔던 대외무역부를 1988년 국가대외경제관계위원회(GNES)와 통합하여 대외경제관계부(MVES)를 신설하였다. 또한 종래의 구상무역 방식을 경화결제(硬化決濟) 방식으로 전환하였다.

### 교통
러시아의 철도 총연장은 8만 7, 000km이며, 철도의 밀도는 1km당 4.5km이다. 현재 노선의 상당부분이 노후화되어 운송 효율이 떨어지고 있으며, 컨테이너 수송률은 전체 화물의 1%에도 못 미치고 있다. 철도는 독립국가연합 소속 국가 및 발트 3국(라트비아·에스토니아·리투아니아) 등과 단일 체제로 운영되고 있으며, 국가가 직접 운영하고 있다. 시베리아 횡단 철도는 우랄산맥 동부의 첼랴빈스크에서 블라디보스토크까지 약 7,400km를 1905년에 연결한 대륙횡단철도이다. 유럽과 극동을 연결하는 모스크바-블라디보스토크간의 9,334km를 가리키기도 한다. 도로 교통은 매우 낙후되어 있어 고속도로는 발달되어 있지 않으며 포장률도 극히 미미하다. 러시아의 하천 수송(河川輸送)은 시원치 않으나 볼가강·레나강·예니세이강 등은 주요한 교통로 역할을 하고 있다. 볼가-돈 운하는 볼가강과 돈강을 연결하는 운하이다. 길이 101km로서 1952년에 완성했다. 운하의 완성으로 볼가강 유역의 공업도시나 모스크바, 상트페테르부르크 등의 도시도 수로로 흑해와 연결되게 되었다.
한편 러시아의 항공 교통은 자동차 교통보다 급속히 발전해 왔다. 현재 러시아에는 민간 항공사 141개사, 항공기 8,200여 대가 취항하고 있으며 여객 수송의 20% 가량을 담당하고 있다. 러시아 항공기는 전 세계 87개 국에 취항하고 있으며 20여 개의 외국 항공사가 러시아에 정기 노선을 운영하고 있다.
러시아는 석유 및 천연가스 수송을 위하여 수송관을 설치 운영하고 있는데, 가스 수송관은 가스 산지(産地)에서 모스크바 지역 및 우랄 지역을 향하여 집중되어 있고, 볼가·우랄유전의 석유는 석유 수송관을 통하여 이르쿠츠크 부근까지 보내진다. 현재 석유 수송관 8만 6,000km와 가스 수송관 18만 5,000km가 설치되어 있으며 화물 수송량의 약 35%를 담당하고 있다.

### 에너지
러시아는 천연가스 <가스프롬> 최대 보유국이다. 2005년 기준으로 석유와 천연가스는 러시아 수출액의 60%를 차지한다. 유럽은 에너지 수입을 러시아에 상당 의존하고 있으며 러시아에서 시작하거나 러시아를 통과하는 파이프는 거의 대부분 서쪽으로 향해있다. 러시아는 에너지를 구 소련의 국가들이었던 벨라루스, 우크라이나, 몰도바 등을 통제하는 수단으로 사용하고 있다는 비판을 받고 있다.

## 사회
러시아 사회의 생활상은 과거에는 획일적이었으나 경제개혁이 진행되면서 개인의 능력과 책임 및 개성이 강조되고 새로운 생활상이 등장하고 있다. 한편 경제개방이 본격화하면서 새로운 부유층이 광범위하게 형성되고 있다. 이들은 거의 서구의 부유층과 맞먹는 생활상을 보이고 있다. 그로 인해 무소득층과 고소득층의 소득 격차가 심화되고 있다. 러시아의 사회에서는 3세대 동거가구를 흔히 볼 수 있으며, 거의 대부분 자녀는 할머니가 돌보고 있다. 또한 부모에 대한 자녀의 봉양의무가 강하게 남아 있고 명절이나 특별한 가족 행사 때 친인척이 모이는 것이 보편적이다. 또한 가장의 권위가 높고 일상의 가사와 금전관리는 주부가 한다. 노동연령에 있는 여성 거의 대부분이 학업이나 취업을 하고 있어 주부들도 직장에 나가는 경우가 많다. 결혼연령은 평균 20대 전반으로 빠른 편이다. 결혼한 3쌍 중 1쌍이 이혼할 정도로 이혼율이 높다. 러시아에서는 여가활동이 활발히 이루어지는 편이다. 주말에는 스포츠와 놀이가 보편적으로 행해진다. 특히 대도시 가구의 상당수가 근교지역에 별장(다차)을 갖고 있어 이곳에서 소규모 텃밭을 경작하면서 주말을 보내는 경우가 많다. 휴가기간은 주로 여름에 집중되는데, 흑해, 발트해, 바이칼호 등지가 대표적인 휴양지이다. 알콜 중독은 러시아의 심각한 사회 문제이다.

### 인구
2017년 약 1억 4200만 명이다. 소비에트 연방의 붕괴 후 출생률과 평균 수명이 줄어들어 1993년부터 인구가 감소하기 시작했고 2008년까지 15년 동안 러시아의 인구는 660만 명이 감소했다. 2009년부터 러시아의 인구는 다시 증가하기 시작했다. 2018년 인구 통계 조사에서의 현재 러시아의 인구는 약 1억 4395만 명이다.
2019년을 기준으로 러시아 인구는 1억 4389만명으로 세계에서 9위에 해당하는 인구수를 가지고 있다. 이는 전세계 인구의 1.89%를 차지하는 수치이다. 전체 인구의 72.8%(1억 474만명)이 도시에 거주 중이며, 나머지 27.2%의 인구가 비도시 지역에서 살고 있다. 인구밀도는 km²당 9명, 러시아인들의 중위연령은 38.9세이다. 성비는 여자가 남자보다 천만명 이상 많은 여초이다. 35세를 기점으로 그 밑은 남초이며, 이 이상부터가 여초이다. 러시아의 인구 변화율을 근 10년간 0.1퍼센트를 밑돌아 별다른 변화를 보이지 않았다.
러시아 연방 내에 거주하는 러시아의 민족은 매우 다양하다. 인구의 대다수인 약 80%를 러시아인이 차지하고 있고, 이외에 190개 이상의 소수민족으로 구성되어 있다. 100개 이상의, 기타 종교 등의 신도도 적지 않다. 러시아인의 성명은 세 가지 요소로 구성되어 있다. 성과 부칭 이름이다. 순서는 이름+부칭+성의 순서이다.

### 언어
러시아어를 사용한다.

### 교육
러시아의 교육 제도는 11년제이며, 소련 시절부터 실시되어 왔다. 의무 교육이며, 유치원 또는 어린이집에서 고등학교까지는 무상교육이 실시된다. 초등학교는 3~4년, 중학교는 5년, 고등학교는 2~3년이다. 대학교는 5년제에서 공식적으로 4년제로 바뀌었다. 주요한 대학교로 모스크바 대학교, 상트페테르부르크 대학교, 극동 연방 대학교, 민족 우호 대학교가 있다. 외국어로는 영어, 독일어, 프랑스어를 쓴다. 최근에는 한국어가 제2외국어 정규 과목으로 신설되었고, 중국어, 일본어 등의 아시아계 언어를 제2외국어 교과목으로 추가하는 방안을 추진 중이다.

### 종교
| 종교구성 (러시아） | 종교구성 (러시아） | 종교구성 (러시아） | 종교구성 (러시아） | 종교구성 (러시아） |
| ------------------ | ------------------ | ------------------ | ------------------ | ------------------ |
|                    |                    |                    |                    |                    |
| 러시아 정교회      | 러시아 정교회      |                    | 70.1%              | 70.1%              |
| 무신론             | 무신론             |                    | 35.2%              | 35.2%              |
| 이슬람             | 이슬람             |                    | 12%                | 12%                |
| 불교               | 불교               |                    | 2.5%               | 2.5%               |
| 전통신앙           | 전통신앙           |                    | 0.8%               | 0.8%               |
| 개신교             | 개신교             |                    | 0.6%               | 0.6%               |
| 천주교             | 천주교             |                    | 0.1%               | 0.1%               |

러시아의 종교는 러시아의 역사에서 중요한 기독교와 이슬람교, 불교, 유대교 등으로 다양하다. 러시아의 최대 종교는 정교회 계열의 러시아 정교회이며, 등록된 정교회 성당의 약 95%가 러시아 정교회에 속해 있다. 그러나 러시아 정교회 신자 모두가 정기적으로 교회에 참석하는 것은 아니다.
각 종교 비율은 기독교 45.6% (러시아 정교회 42.5%, 그 외 기독교 3.1%), 이슬람교 6.5%, 전통종교 1.2%, 불교 0.5%, 그 외 1.7%이고 무종교가 4%이다.

## 문화

### 예술
초기 러시아 예술은 주로 성화나 프레스코화에 치중되어 있다. 모스크바 대공국이 강대국으로 떠오르자, 테오파네, 안드레이 루블레프, 디오니시우스 등의 예술가들이 이름을 널리 떨쳤다. 러시아 예술 아카데미는 1757년에 처음으로 설림되었고, 이반 아르구노프, 드미트리 레비츠키, 블라디미르 보로비코프스키 등의 아카데미 소속 예술가들이 이름을 알렸다. 19세기 중반에 이르자 리얼리즘 화풍의 화가들이 두각을 나타내기 시작하였는데, 이반 시시킨, 이반 크람스코이, 바실리 폴레노프, 아이삭 레비탄, 바실리 수리코프, 빅토르 바스넷소프, 일리야 레핀, 보리스 쿠스토디예프 등의 리얼리즘 화가들이 활동하였다. 20세기에 들어서는 상징주의 예술이 인기를 끌었는데, 주로 미카일 부르벨, 쿠즈마 페트로프보드킨, 니콜라스 로리크 등이 활동하였다. 러시아 아방가르드는 1890년대부터 1930년대까지 인기를 끌었는데, 이 시기의 유명한 예술가들로는 일 리지츠키, 카지미르 말레비크, 마르크 샤갈 등이 있다. 아방가르드 사조는 소련 시기까지 이어졌고,  소련 출신의 예술가들에는 어니스트 네이즈베츠니, 베라 무크니나 등이 있다.

### 건축
러시아의 초기 건축술은 슬라브족의 목재 건축을 주로 하였다. 그러나 이후 슬라브족에게 기독교가 전파되고 비잔티움 제국과의 교류가 활발해지자, 약 몇 백년 동안 비잔티움 건축의 영향을 강하게 받기 시작하였으며 유럽에서 시작된 르네상스도 러시아에 알음알음 전해져 지대한 영향을 끼쳤다. 16세기에는 텐트와 비슷하게 생긴 독특한 양식의 성당들이 지어지기 시작하였고, 현재 러시아 성당의 상징과도 비슷한 양파 모양의 돔들이 등장하였다. 17세기에는 모스크바를 중심으로 ‘불꽃 모양’의 지붕들을 가진 건물들이 등장, 주로 역동적이고 활발한 느낌을 주는 건물들이 지어졌고, 1690년대 바로크 양식이 유입되며 화려한 귀족풍의 건물들이 수없이 지어졌다. 한편 표트르 대제의 서구식 개혁 이후에는 러시아 건축이 서유럽 건축과 비슷하게 흘러가기 시작하였고, 18세기 유럽에서 번성한 로코코 양식이 유입되어 러시아 건축에 영향을 주었다. 예카테리나 대제 시기와 그녀의 손자인 알렉산데르 1세의 재위기에는 상트페테르부르크의 건물들을 신고전주의식으로 대대적으로 탈바꿈을 시켰고, 신고전주의 양식 건물들을 전국 각지에 세우며 고전주의 열풍을 이끌었다. 한편 19세기 후반기에는 비잔티움 양식과 옛 러시아 복고 양식이 유행, 전통을 되찾는다는 명분으로 옛 건축 양식이 다시 유행하기도 하였다. 이후 소련이 집권한 20세기에는 장식성을 최대한 배제하고 실용성, 사실성을 추구한 사회주의적 고전주의 양식이 인기를 끌었다.

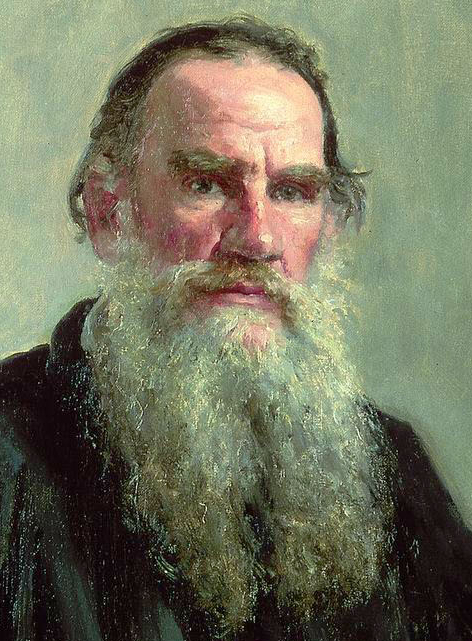
러시아 최고 소설가들 중 하나인 레오 톨스토이

### 문학
러시아 문학은 고대 동슬라브족의 연대기에서 그 뿌리를 찾을 수 있는데, 이후 중세를 거쳐 차츰차츰 발전을 거듭하였다. 18세기의 계몽기 러시아에서는 주로 미하일 로모노소프와 데니스 폰비진이 등장하여 러시아 문학계를 이끌었으며, 19세기 초에는 바실리 주콥스키와 알렉산드르 푸시킨이 등장하였다. 특히 푸시킨은 현재까지도 러시아 역사상 최고의 시인들 중 하나로 칭송받고는 한다. 이후에도 러시아에서는 미하일 레르몬토프, 니콜라이 네크라소프가 등장하여 위대한 시들을 연이어 발표하였고, 알렉산더 오스트롭스키, 안톤 체코프 등 극작가들이 등장하였으며 니콜라이 고골, 이반 투르게네프, 레프 톨스토이, 표도르 도스토예프스키 등의 소설가들이 등장하며 러시아 문학의 정수를 빛냈다. 이후 이들의 뒤를 이어 콘스탄틴 발몽, 발레리 브류소프, 비아체슬라프 이바노프, 알렉산더 블로크, 니콜라이 구밀료프, 보리스 파스테르나크, 안나 아흐마토바, 드미트리 메레시콥스키 등의 시인들이 활동하였으며, 소설가들 중에서는 이반 부닌, 막심 고르키 등이 이름을 알렸다.
러시아 철학은 19세기에 그 절정기를 맞았는데, 니콜라이 다닐렙스키, 콘스탄틴 레온티에프 등이 이 때 활동하였다. 19세기 말과 20세기 초의 유명한 러시아 철학가들 중에서는 블라디미르 솔로비예프, 세르게이 불가코프, 불라디미르 베르나츠키 등이 있다. 그러나 러시아 혁명 이후, 대부분의 주요 예술가들과 철학자들은 러시아를 등지고 말았고, 이후 공산주의-사회주의 국가에 걸맞는 예술들을 위하여 새로운 세대의 예술가들이 등장하였다. 소련 시기의 주요 예술가들 중에서는 미하일 숄로호프, 예프게니 쟈마찐 등이 있다. 이외에도 시인 블라디미르 마야코프스키, 예프게니 예프셴코, 안드레이 보츠네센스키 등이 있다.

### 요리
러시아 요리는 주로 생선, 캐비어, 버섯, 베리류, 꿀, 가금류 등을 주로 사용하여 만든다. 그 외에도 밀, 수수 등 곡류들도 가장 자주 사용하는 식재료들 중 하나인데, 러시아에서는 주로 이 곡물들을 이용하여 빵, 팬케이크, 시리얼 등을 만들어 먹고는 한다. 또한 그 외에도 크바스, 맥주, 보드카 등 주류를 제조하는 데에도 이용한다. 러시아에서 가장 대중적인 빵은 흑빵이라고 한다. 러시아에서 대중적인 요리들로는 보르쉬, 생선을 넣고 만드는 수프인 우하, 양배추를 넣고 만드는 수프인 시, 토마토 소스와 고기를 넣고 만드는 솔랸카, 차가운 수프인 오크로시카 등이 있다. 종종 수프와 샐러드에 넣어 먹는 크림류인 스메타나 등도 있다. 그 외에도 치킨 키예프, 펠메니, 꼬치류인 샤실리크 등이 있다. 이외에도 고기에 양배추를 넣어 만드는 요리 등도 유명하다.

### 스포츠
러시아에서 가장 대중적인 스포츠는 무조건 축구이다. 소련 시절의 소련 국가대표팀은 유로 1960에서 승리하며 처음으로 승리를 거둔 유럽계 챔피언십을 거머쥔 바 있고, 유로 1988에서도 결승전까지도 진출하였다. 1956년과 1988년에는 소련이 올림픽 축구전에서 금메달을 딴 적이 있고, 소련이 해체되고 만들어진 모스크바 팀과 상트페테르부르크 축구 대표팀도 각각 2005년과 2008년에 유럽 컵에서 우승을 차지한 적이 있다. 러시아 축구 국가대표팀은 유로 2008은 준결승에 진출하기도 했고, 2018년 FIFA 월드컵을 개최하기도 했다. 이는 동유럽에서 열린 첫 축구 월드컵이기도 했다.
러시아에서는 아이스 하키가 가장 대중적이다. 그 실력도 매우 뛰어나서 1993년, 2008년, 2009년, 2012년에 우승을 거두었으며 가장 최근에는 2014년에도 승리를 거머쥐었다. 그 외에도 밴디, 즉 러시아 하키도 제일 유명하여, 소련 시절에는 1957년과 1979년 사이에 있는 모든 밴디 국제전에서 우승하였을 정도였다. 러시아는 농구에서도 두각을 나타내고 있는데, 유로농구전 2007에서 우승을 거두었으며 유로 리그에서도 2006년과 2008년에 승리를 거두었다. 또한 자동차 경기인 포뮬라 원도 점차 인기를 끌고 있다.
역사적으로 러시아 선수들은 올림픽에서 엄청난 성과를 거두어왔다. 전체 메달 합산 개수에서 3위일 정도이다. 라리사 라티니나는 여성으로서 가장 많은 개수의 금메달을 거두었다는 기록을 가지고 있으며, 올림픽 금메달리스트인 알렉산더 포포프는 세계 최고의 수영선수들 중 하나로 칭송받는다. 또한 싱크로나이즈에도 세계적인 수준이며, 피겨스케이팅에도 실적이 좋다. 또한 마리아 샤라포바와 같은 세계적인 테니스 선수들을 배출해낸 국가이기도 하다. 러시아는 1980년 하계 올림픽을 모스크바에서, 2014년 동계 올림픽, 그리고 2014년 동계 패럴림픽을 소치에서 개최하였다.

### 국경일
| 날짜     | 한국어 표기    | 러시아어 표기                                        | 비고                           |
| -------- | -------------- | ---------------------------------------------------- | ------------------------------ |
| 1월 1일  | 신정           | Новый Год(노비 곹)                                   |                                |
| 1월 7일  | 크리스마스     | Рождество(라쥬졔스트보)                              | 정교회의 크리스마스            |
| 2월 23일 | 조국 영웅의 날 | День защитника отечества(졘 자쓑니까 아쪠췌스트바)   |                                |
| 3월 8일  | 국제 여성의 날 | Международный женский день(몌쥐두나로드늬 줸스키 졘) |                                |
| 5월 1일  | 노동의 날      | Праздник весны и труда(쁘라즈니크 볘스니 이 뜨루다)  |                                |
| 5월 9일  | 전승기념일     | День Победы(졘 빠볘디)                               | 서방은 5월 8일을 기념한다.     |
| 6월 12일 | 러시아의 날    | День России(졘 라씨이)                               | 현재의 러시아 헌법이 발표된 날 |
| 7월 8일  | 가정의 날      | День семьи(졘 씨미)                                  |                                |
| 11월 4일 | 국민 단결의 날 | День народного единства(졘 나롣나바 예진스트바)      |                                |

## 대외 관계

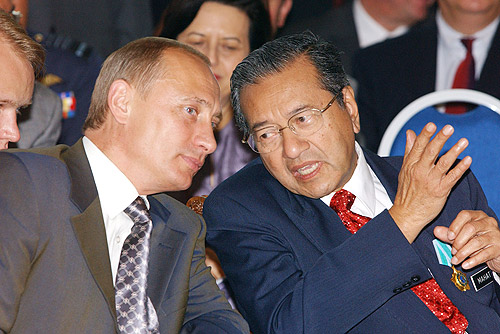
러시아의 대통령 블라디미르 푸틴과 말레이시아의 총리 마하티르 빈 모하맛 (2003년 8월 5일)

러시아의 외교 정책 기조는 냉전 시절의 서방과의 적대적 대립을 현재까지 유지하는 실정이며 이란, 중화인민공화국, 베네수엘라, 쿠바 등 제2세계 국가들과 긴밀하게 협력하고 있는 관계이며 러시아는 낙후된 경제를 되살리기 위해 서방의 경제지원을 얻어내려고 했었다. 러시아는 1994년 1월 러시아를 방문한 빌 클린턴 미국 대통령과 회담 후 모스크바 선언을 발표했으며, 9월에는 미·러 정상회담에서 제2단계 핵무기감축협정(START Ⅱ) 일정을 앞당겨 핵탄두 해체작업을 약속하고, 나토와는 합동군사훈련 등을 골자로 하는 군사협력협정을 체결했다. 또 1960년대 중·소 국경분쟁 이후 불편한 관계를 보였던 중국과도 협력관계로 전환하였으며, 일본과도 경제원조를 얻어내기 위한 협상을 계속하고 있다. 특히 유럽 못지않게 한국 등 동아시아를 중시하여 1992년 옐친 대통령이 한국·일본을 방문한 바 있다. 현재 북한과 우호적 관계를 맺고 있다.
러시아가 비록 표면적 으로는 중국, 이란, 북한, 시리아, 이라크, 베트남 같은 반-서방주의 국가의 우방국 이기는 하지만, 푸틴 집권 여당인 통합 러시아당을 견제하는 제 1 야당이 구 소비에트 연방 러시아의 스탈린과 트로츠키 그리고 레닌의 공산주의를 이념으로 삼고 있는 전신으로 하고 있는 러시아 연방 공산당에게 경계감을 보이고 있고, 특히 러시아 연방 공산당과 가장 밀접한 북한, 중국, 쿠바, 베트남, 라오스, 시리아 같은 사회주의 국가들과 더욱 긴밀하게 밀접하게 접촉하고 있기 때문에, 최근에는 중국이나 이란과의 관계에 대해서 매우 어색한 대외 관계 행보를 보이고 있다.

## 같이 보기
- 소련
- 붉은 군대
- 독소 전쟁
- 냉전
- 러시아 연방군
- 바르샤바 조약
- 러시아-우크라이나 전쟁
  - 우크라이나
  - 러시아-우크라이나 관계
  - 2022년 러시아의 우크라이나 침공
- 러시아 제국
- 러시아 차르국
- 모스크바 대공국
- 러시아어
- 러시아 혁명
- 러시아 소비에트 연방 사회주의 공화국
- 러시아 공산당
- 러시아의 행정 구역

### 러시아 정부 기관
- (러시아어/영어) 러시아 정부 공식 사이트
- (러시아어) 러시아의 두마 공식 홈페이지 보관됨 2014-04-01 - 웨이백 머신
- (러시아어/영어) 크렘린 공식 홈페이지
- (러시아어) 러시아 과학 기술부 보관됨 2005-12-01 - 웨이백 머신
- (러시아어/영어) 러시아 연방 외무부
- (러시아어) 러시아 연방 농업, 식량부
- (러시아어) 러시아 연방 재무부 보관됨 2008-03-17 - 웨이백 머신
- (러시아어) 러시아 연방의 역사 지도
- (영어) 러시아 관광청
- (일본어) 러시아 정보 스테이션
- (한국어) 러시아의 소리 한국어(조선어)방송 보관됨 2011-05-13 - 웨이백 머신
- (러시아어/한국어/영어) 주 러시아 대사관

### 대한민국 관련
- 주 러시아 대한민국 대사관 보관됨 2017-07-31 - 웨이백 머신
- 주 러시아 대한민국 대사관 홍보과
- 주 블라디보스토크 대한민국 총영사관
- 주 상트페테르부르크 대한민국 총영사관
- KBS 월드 라디오 러시아어 방송
- 러시아 연방 정보
- 러시아 교민신문 다바이 코리아

### 러시아에 대한 정보
- (영어) 러시아 프로필
- (영어) CIA의 세계정보(러시아편) 보관됨 2007-05-09 - 웨이백 머신
- (영어) 론리플래닛의 세계 정보(러시아편) 보관됨 2006-05-16 - 웨이백 머신
- (러시아어/영어) 러시아의 문화 보관됨 2006-10-20 - 웨이백 머신
- 틀:Dmoz

### 기타
- (일본어) 일본 외무성의 러시아 정보
- 사할린 우리말 방송국